# Biserica fortificată din Măgheruș
Biserica evanghelică din Măgheruș este un ansamblu de monumente istorice aflat pe teritoriul satului Măgheruș, comuna Nadeș.
Ansamblul este format din două monumente:
- Biserica evanghelică, cu turnul-clopotniță (cod LMI MS-II-m-A-15718.01)
- Zidul de incintă cu turnul de poartă (cod LMI MS-II-m-A-15718.02)[2]

## Localitatea
Măgheruș, mai demult Măgieruș, (în dialectul săsesc Manjersch, în germană Maniersch, Mängersch, Mangerß, în maghiară Küküllőmagyarós, Szászmagyaros, Magyaros) este un sat în comuna Nadeș din județul Mureș, Transilvania, România. Prima mențiune documentară a localității datează din anul 1391.

## Biserica
Biserica a fost construită în partea de est a localității, pe un teren în pantă. Biserica sală este acoperită cu un tavan drept, iar în partea de vest s-a păstrat un turn clopotniță mai vechi. Tavanul casetat datează din anul 1744. Pe laturile de nord și de vest au fost construite balcoane. Orga, care a fost vândută în anul 1988, era amplasată deasupra altarului clasicist. Biserica este înconjurată de un zid de incintă care are în colțul de sud-vest un turn de poartă pe 3 niveluri. Între anii 1992 și 1998 au fost efectuate lucrări de reparații la biserică și zidul de incintă. 

## Stare de conservare
Biserica nu mai este folosită de ani buni, iar conducerea Bisericii Evanghelice de Confesiune Augustană pare total dezinteresată de soarta ei. Curtea este năpădită de vegetație, plante agățătoare, intrările fiind practic blocate. Drumul de acces în pantă este aproape impracticabil datorită ogașelor formate de apa de ploaie.

## Imagini din exterior

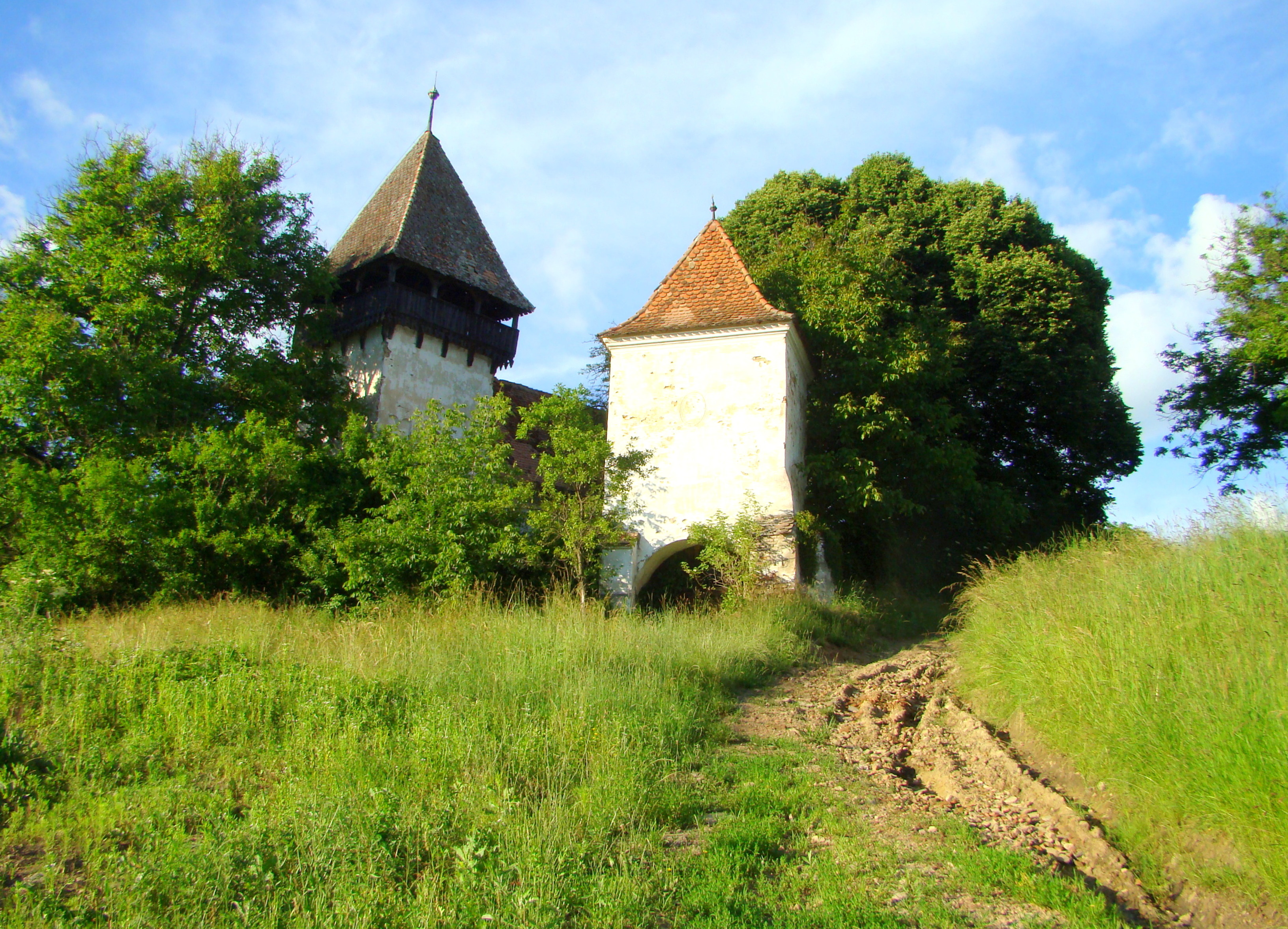
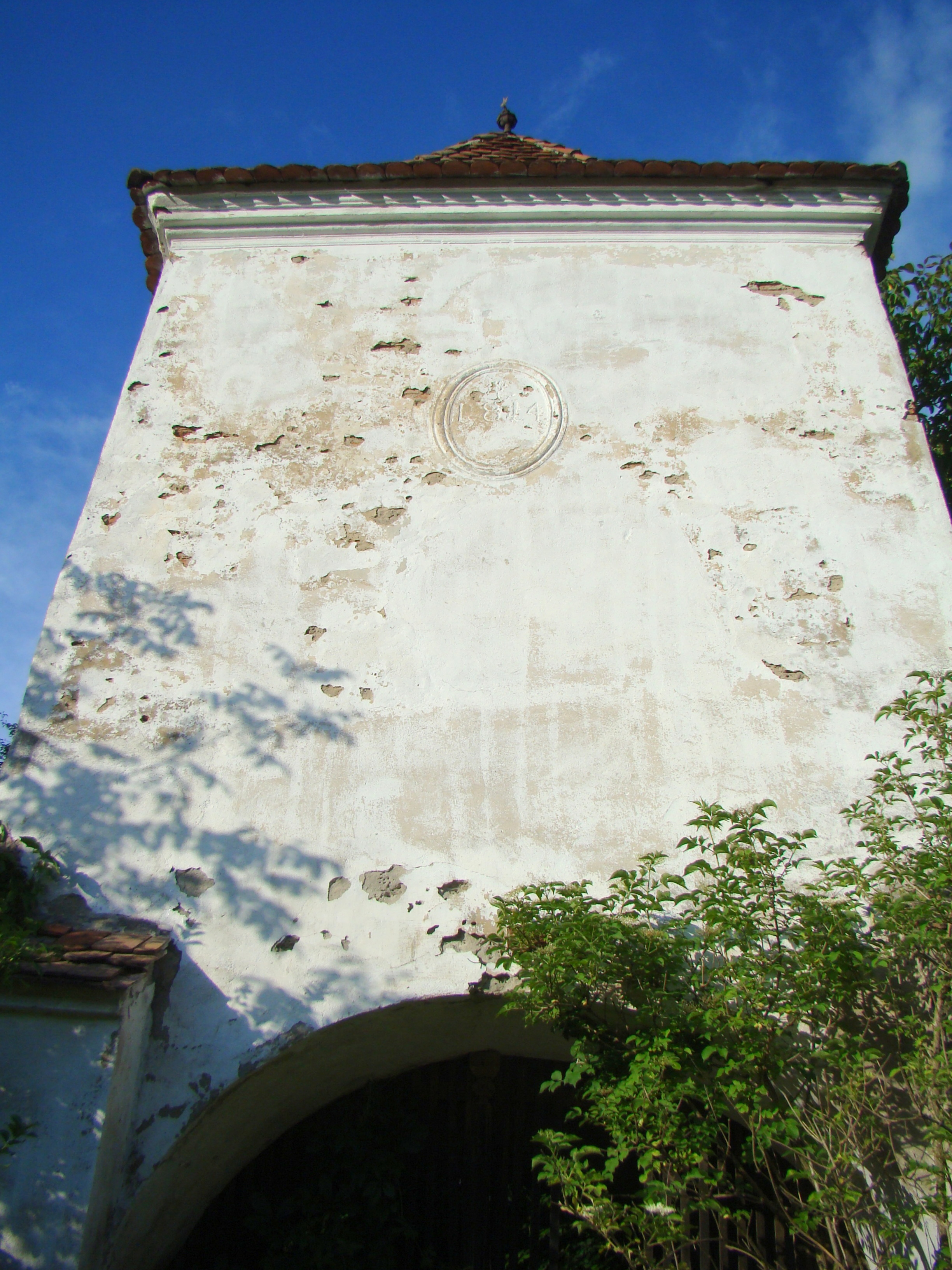
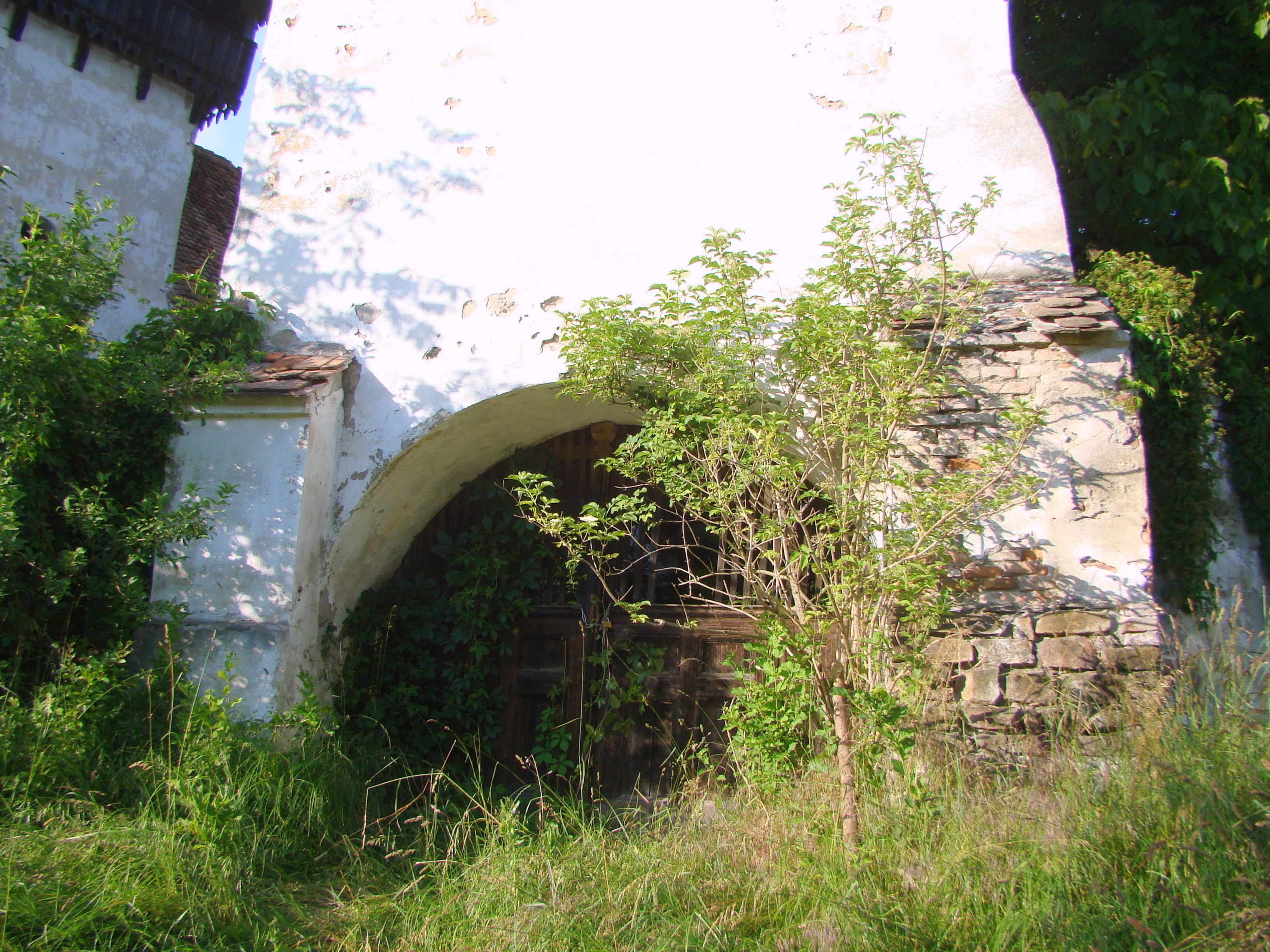
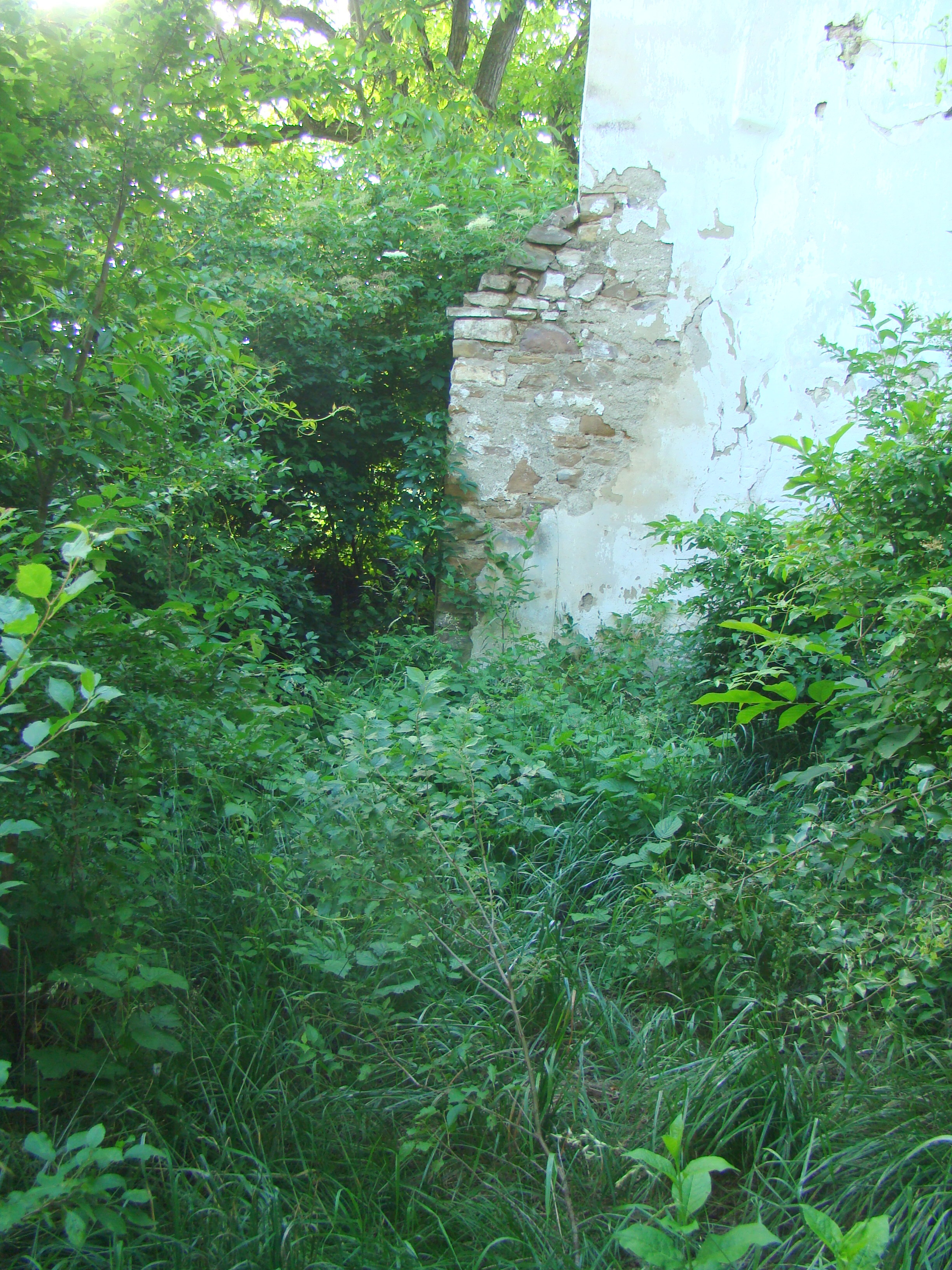
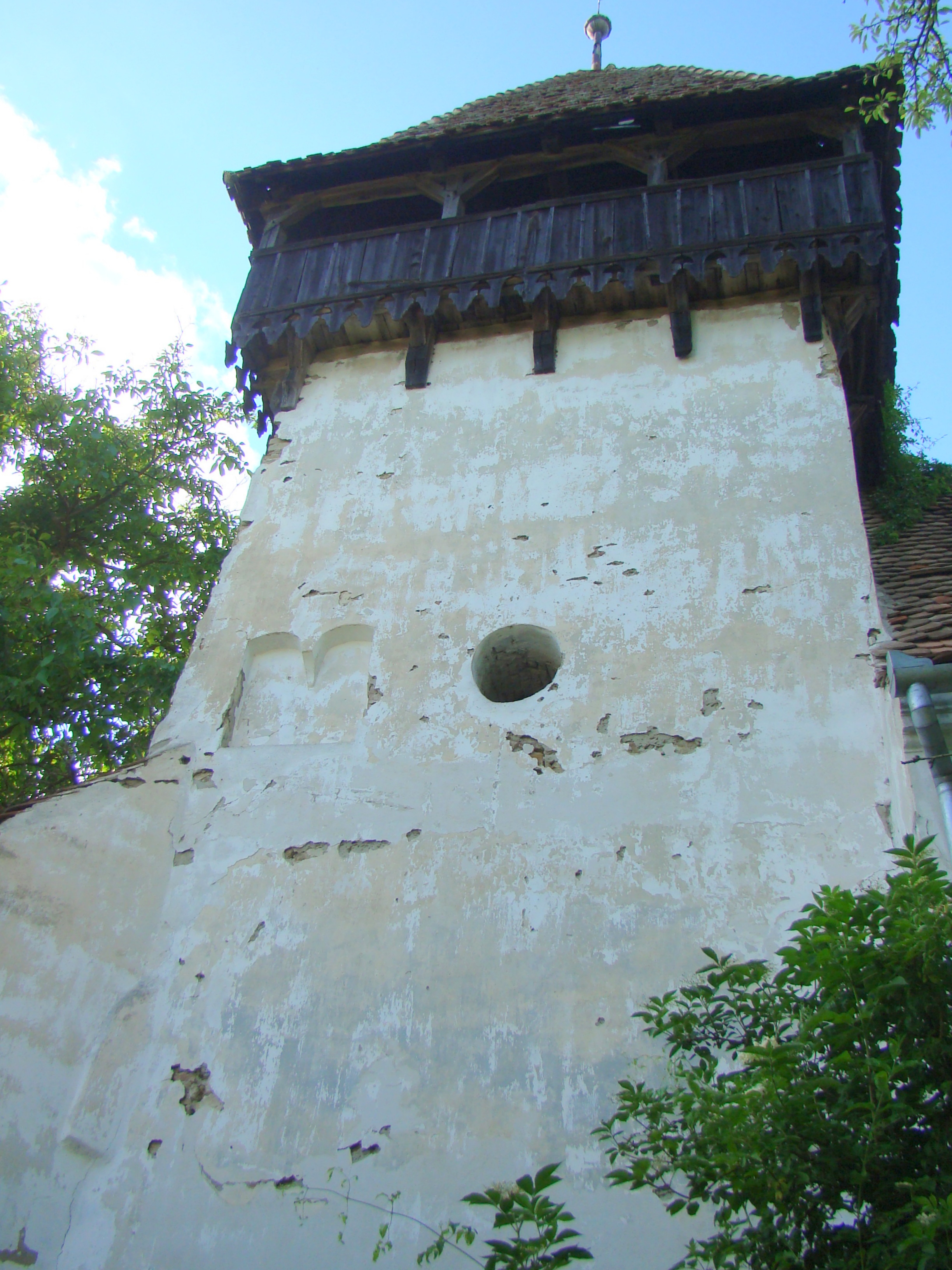
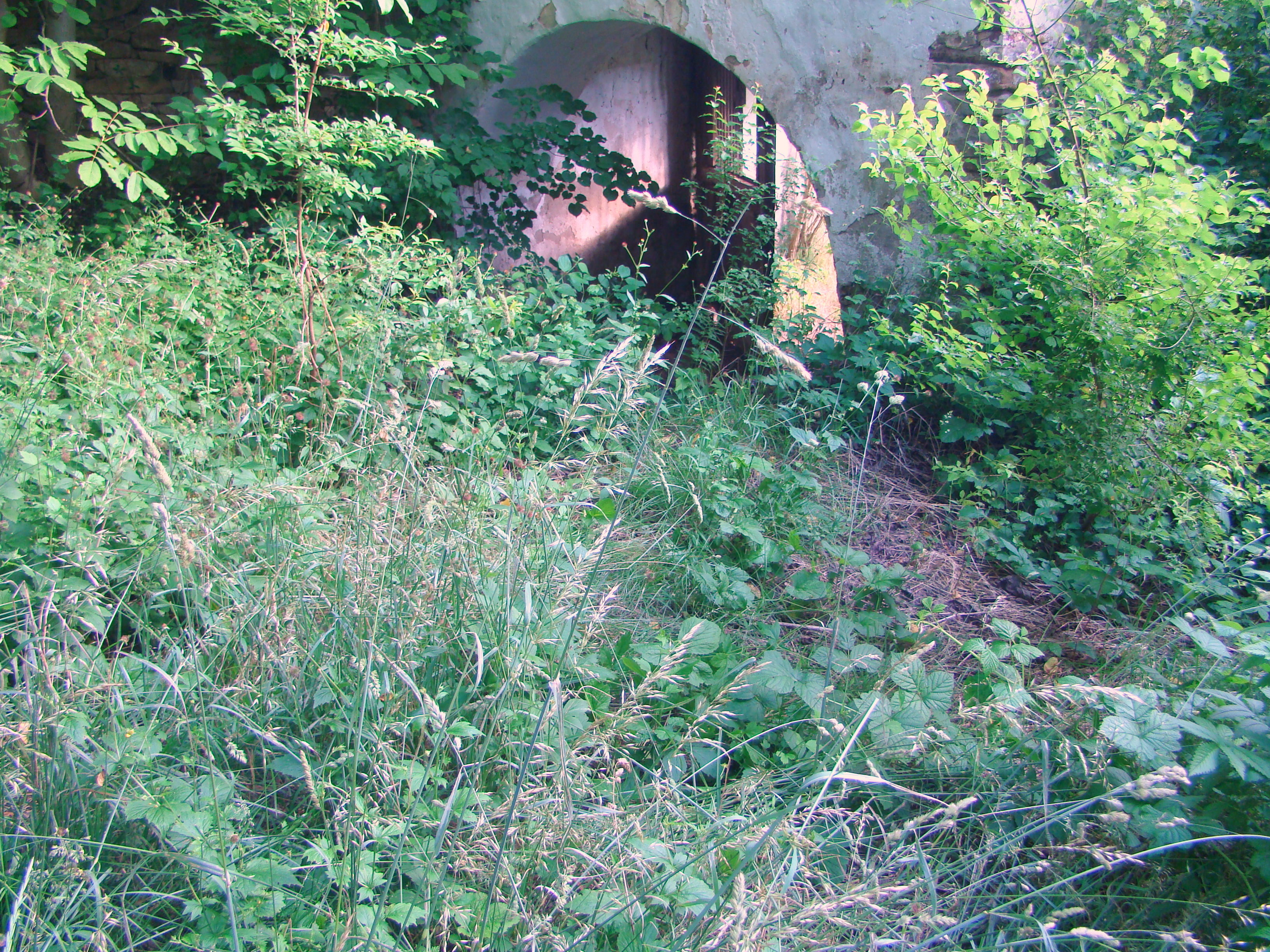
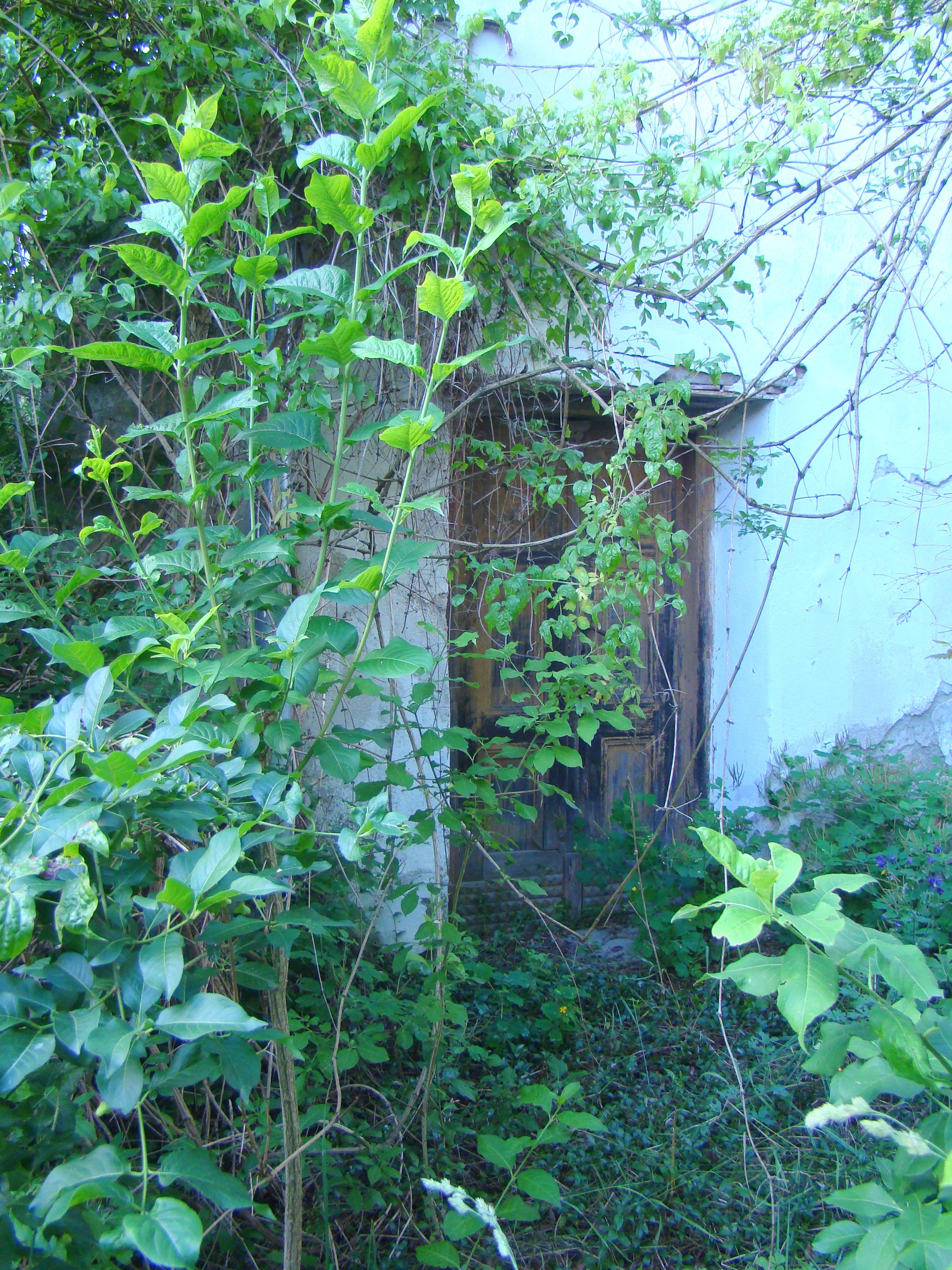
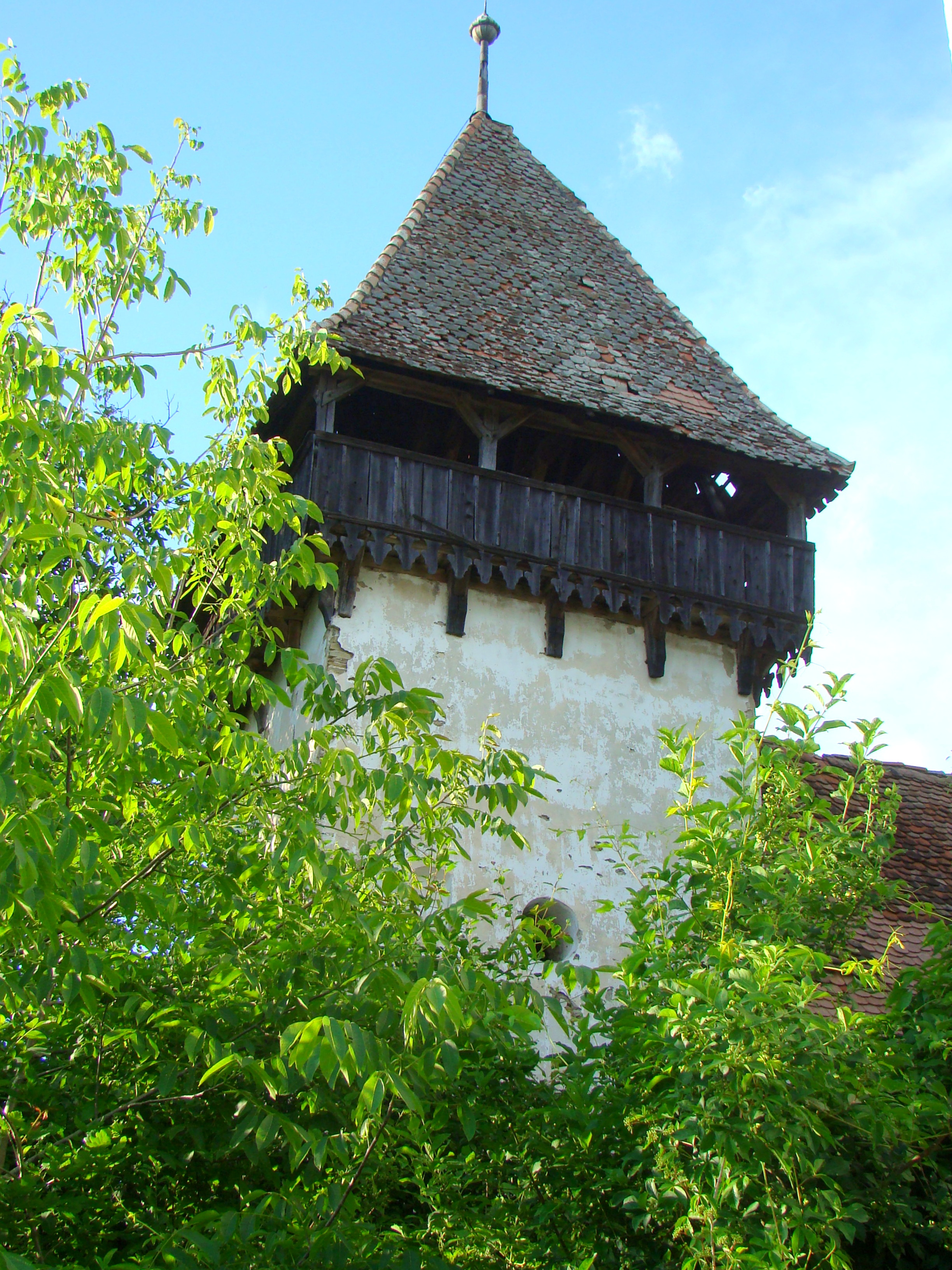
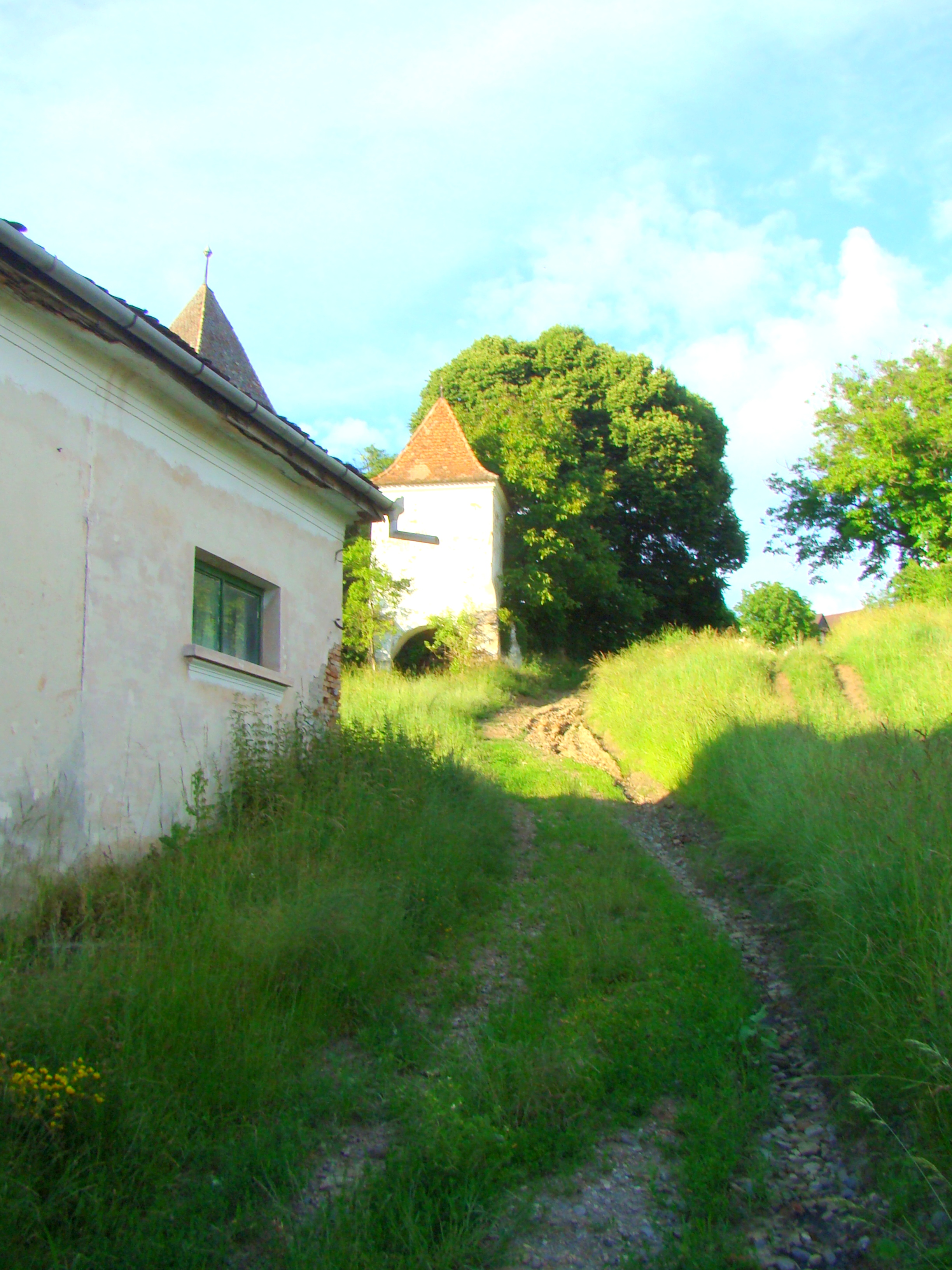
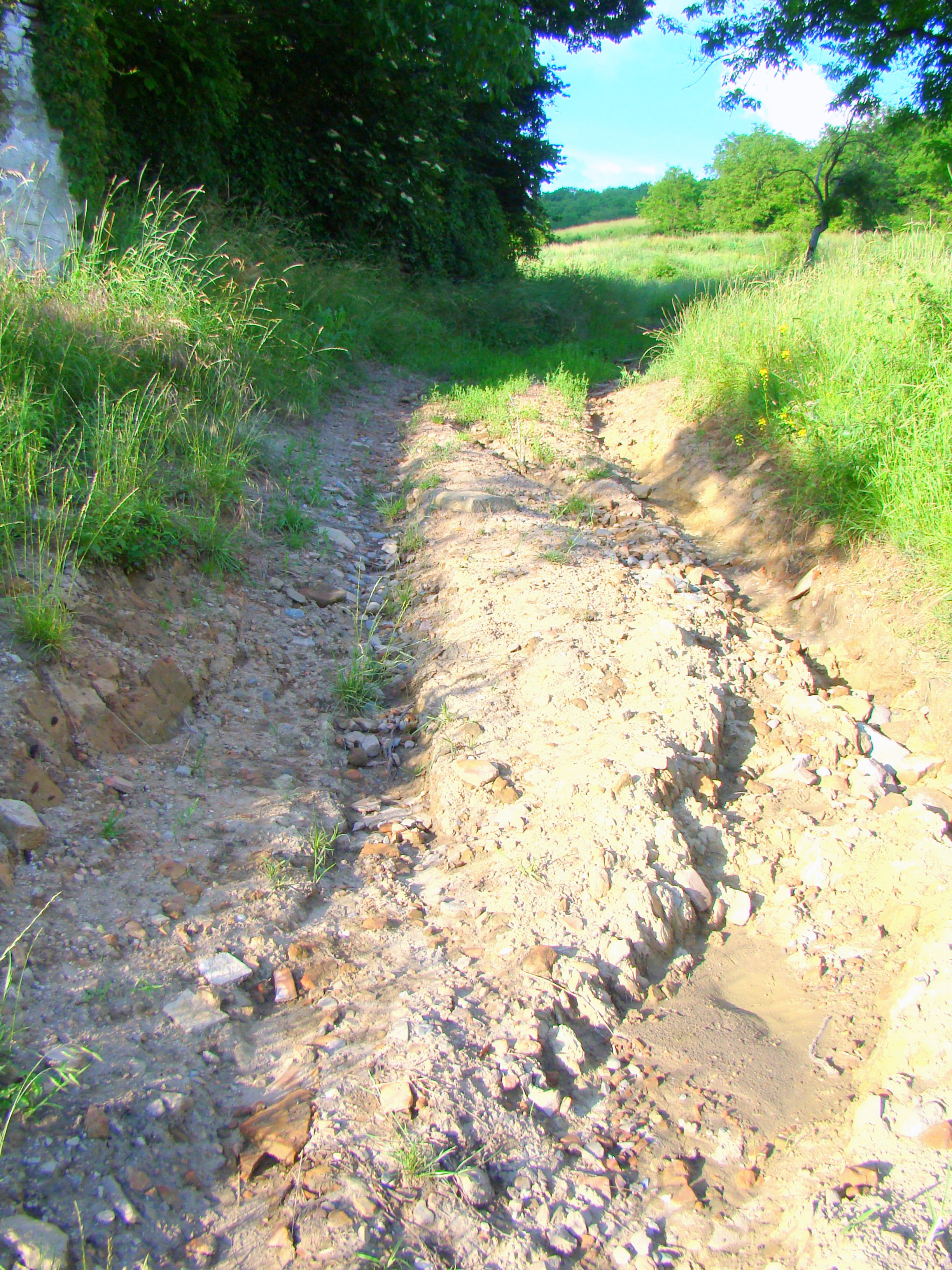
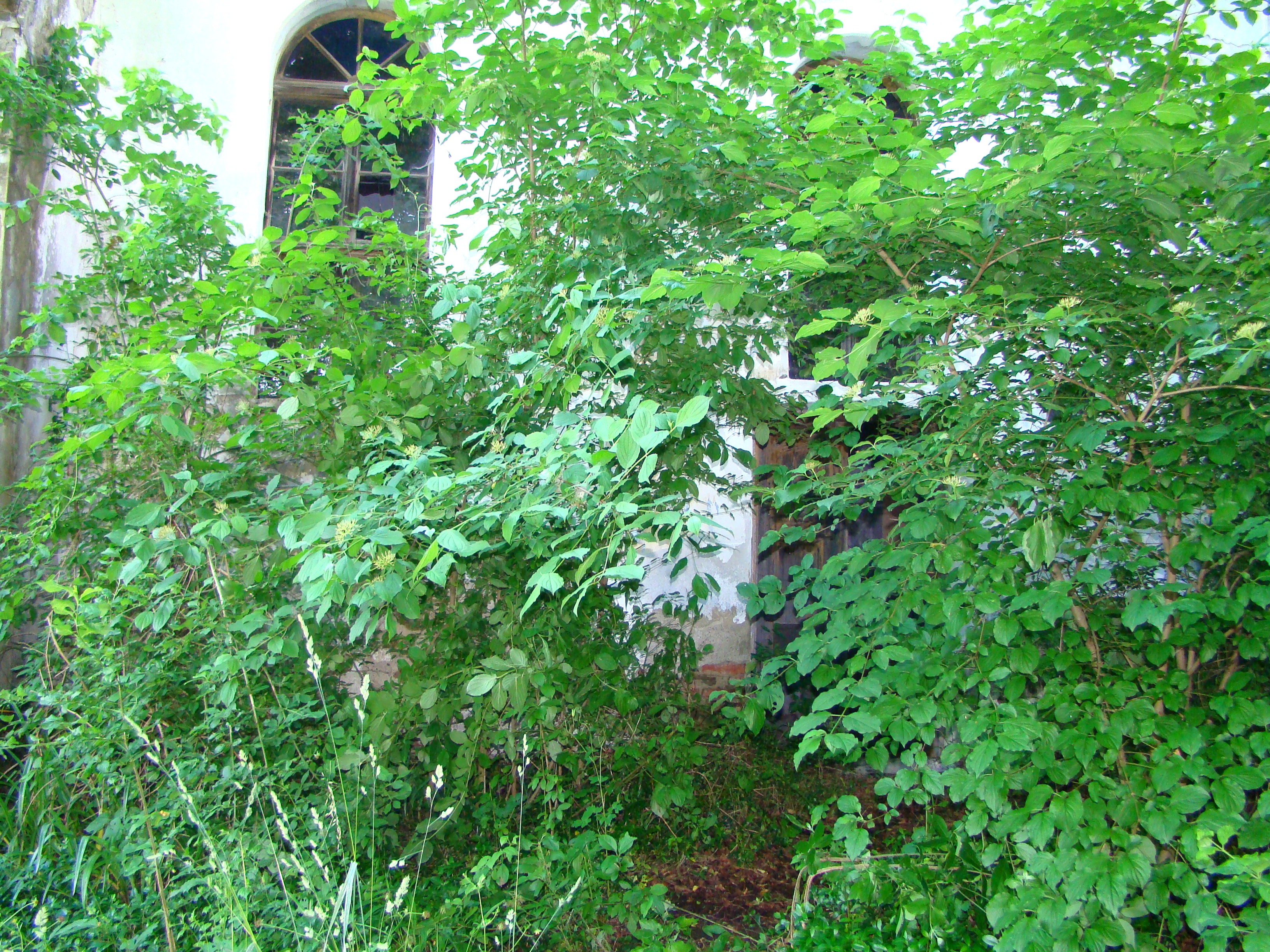
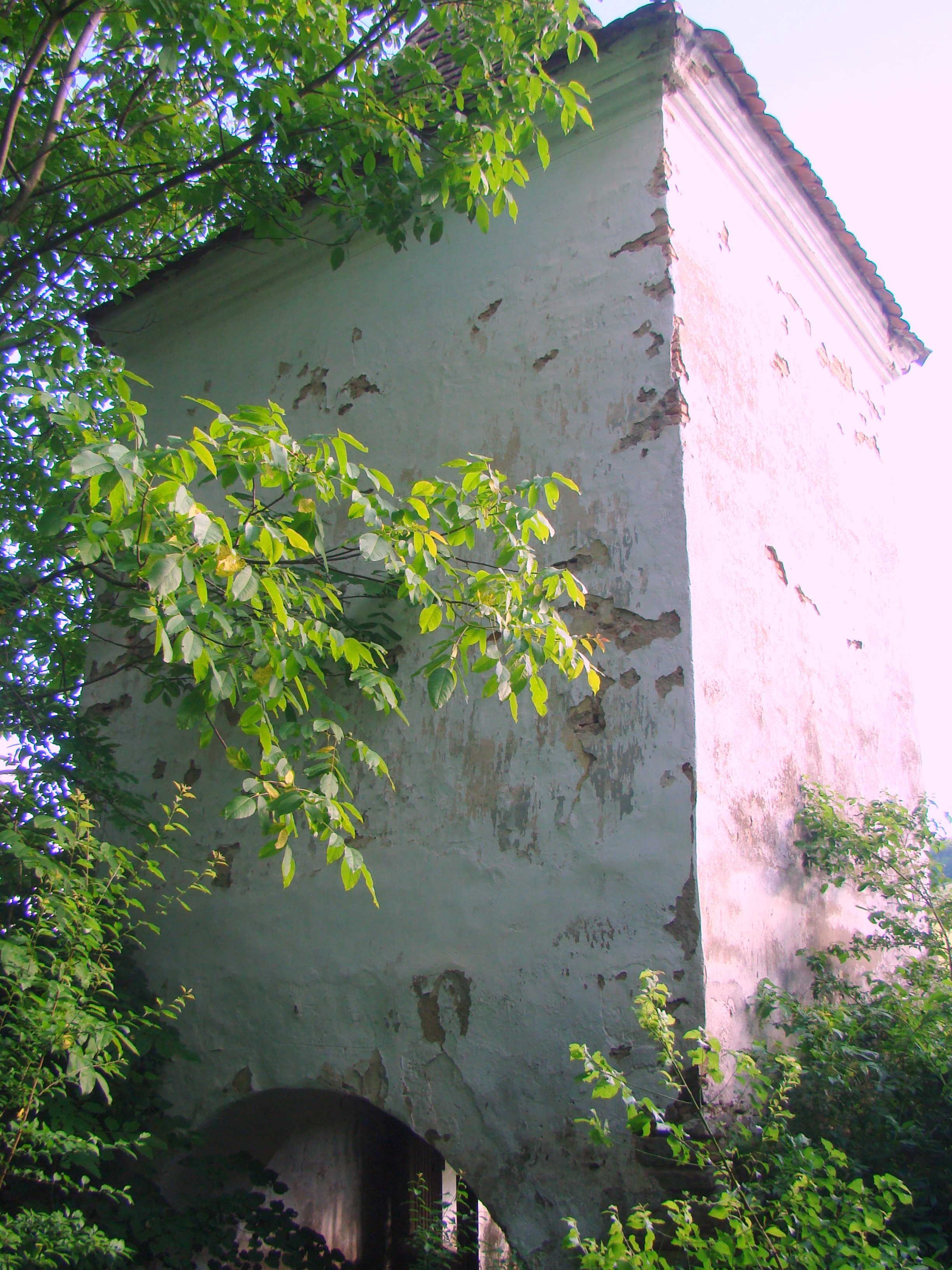
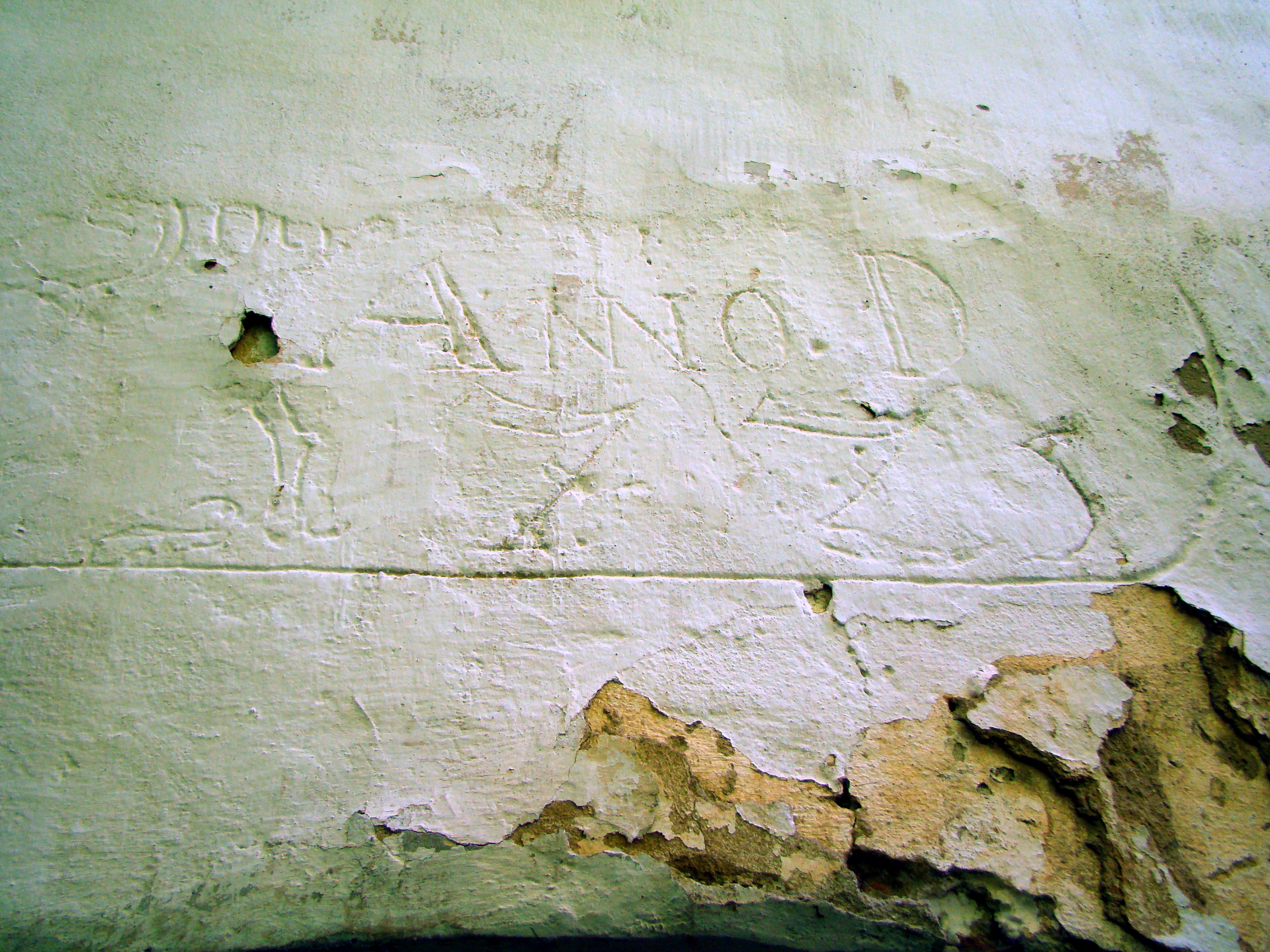
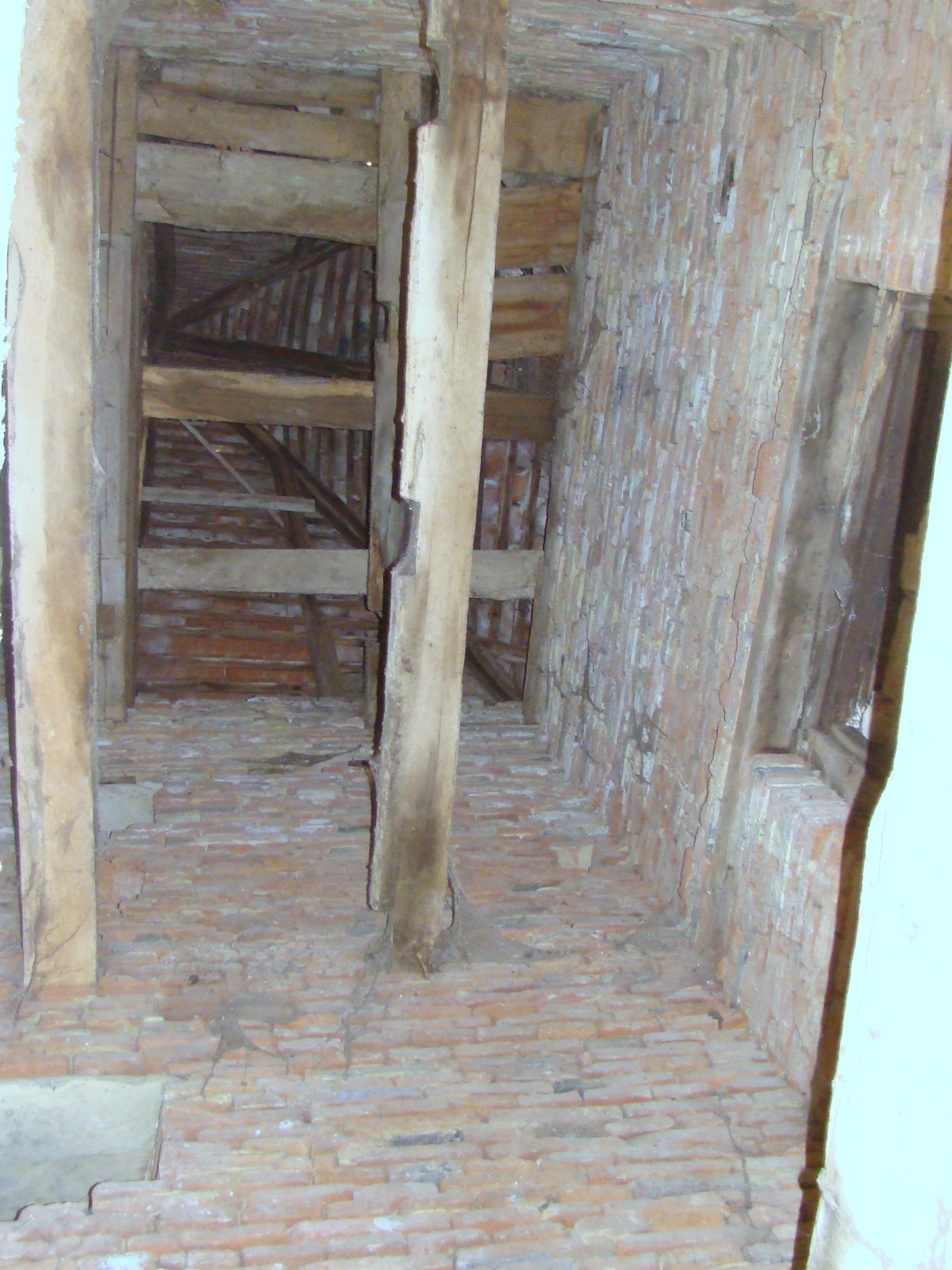
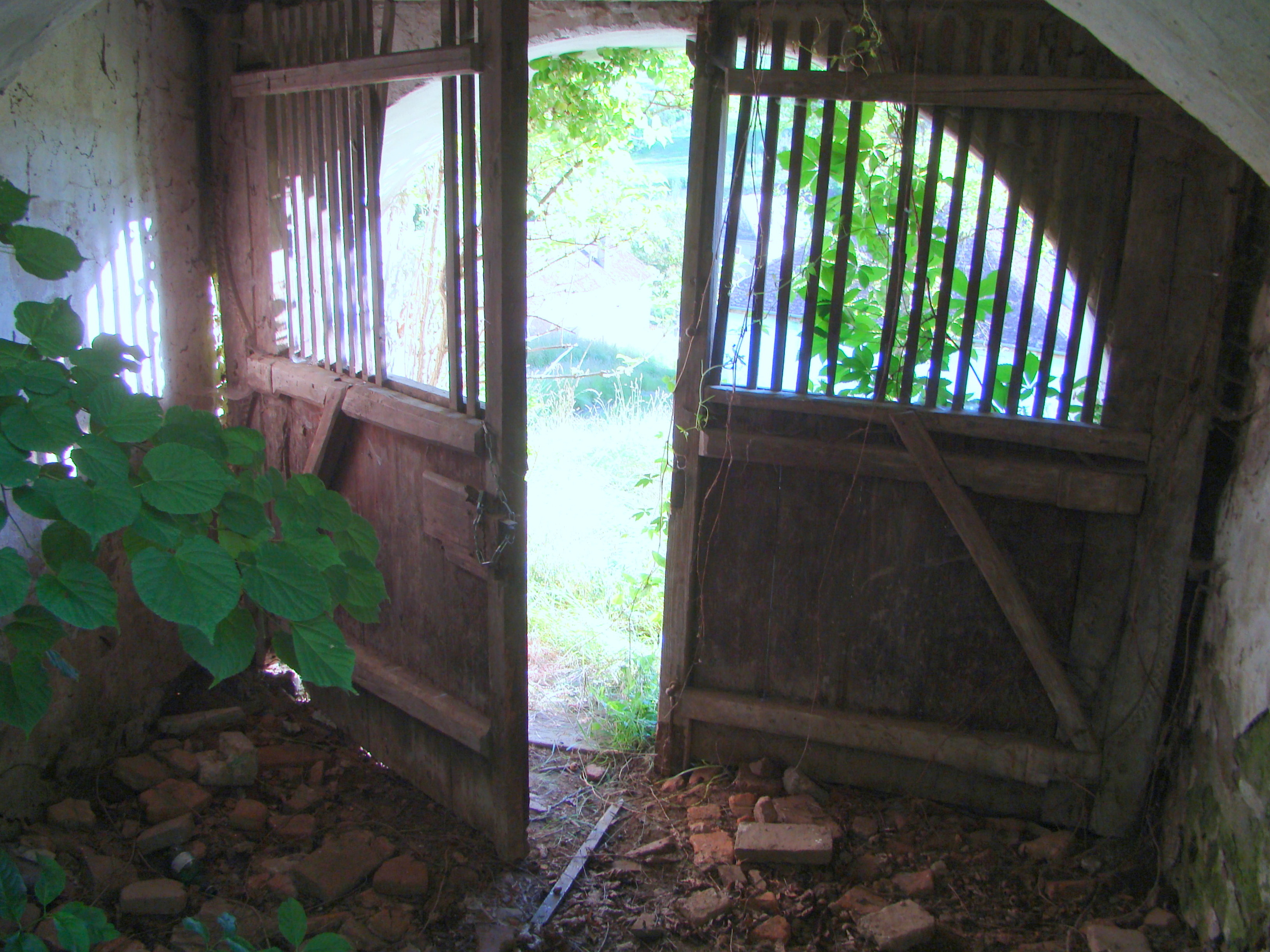
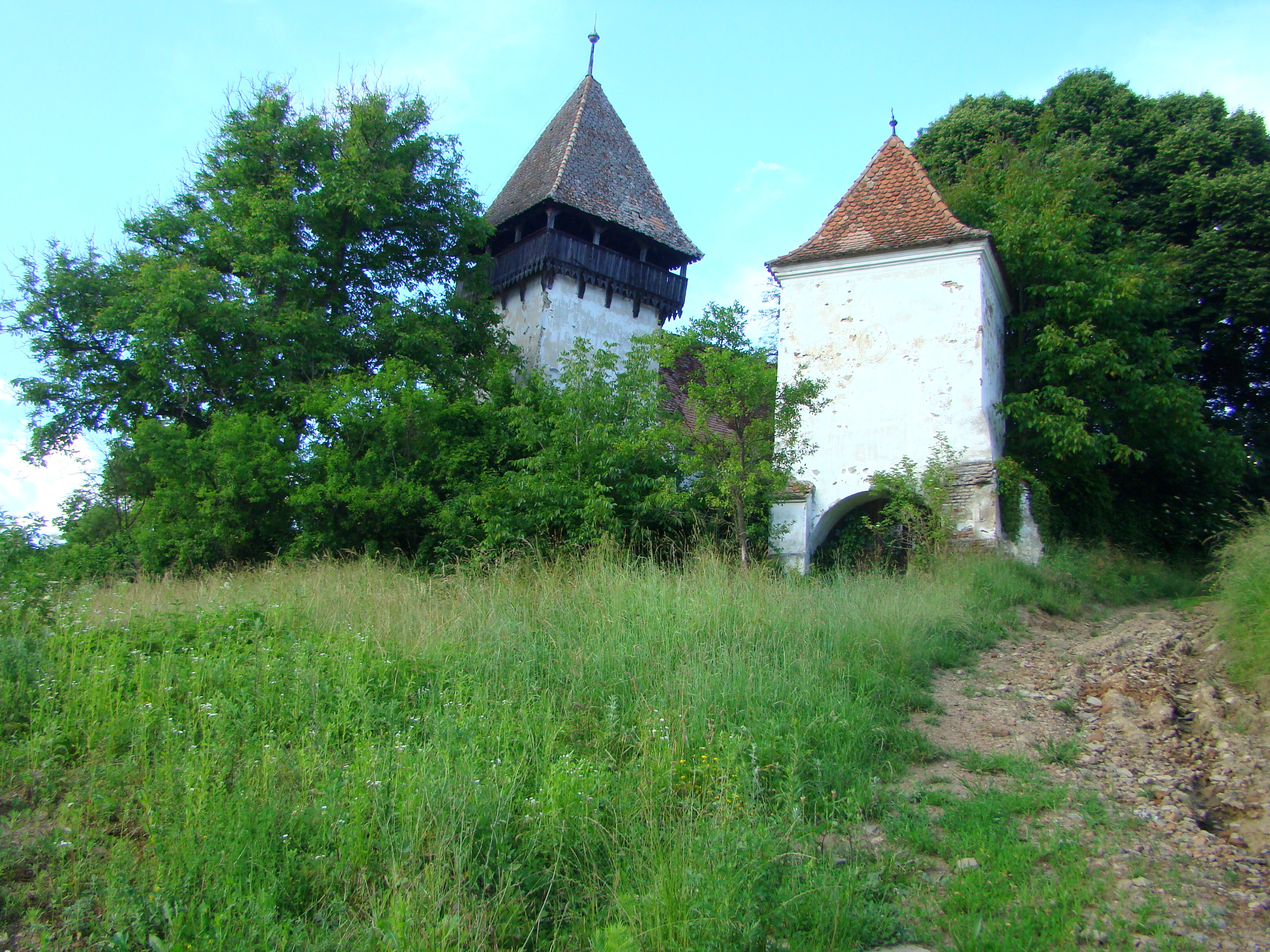
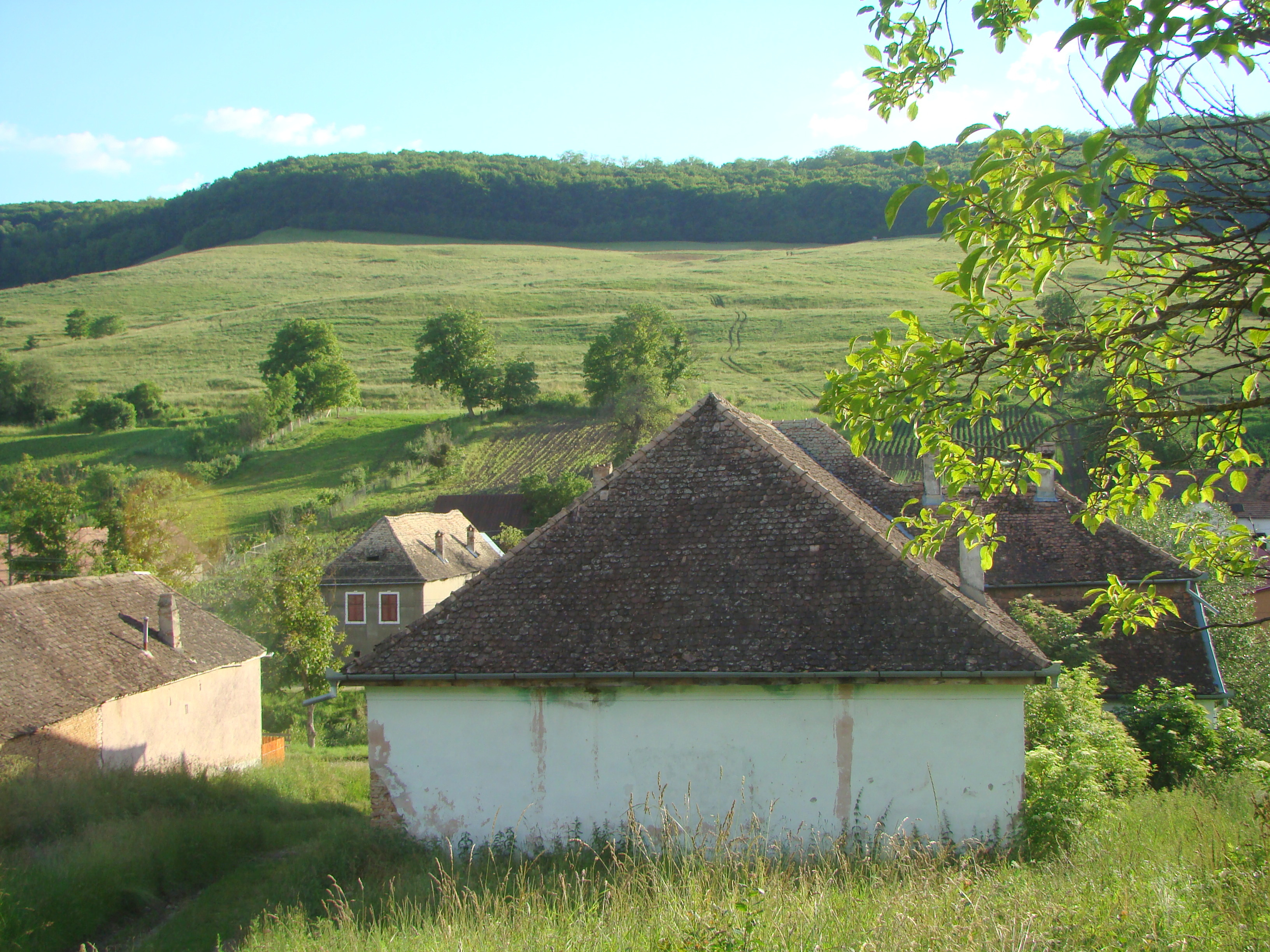
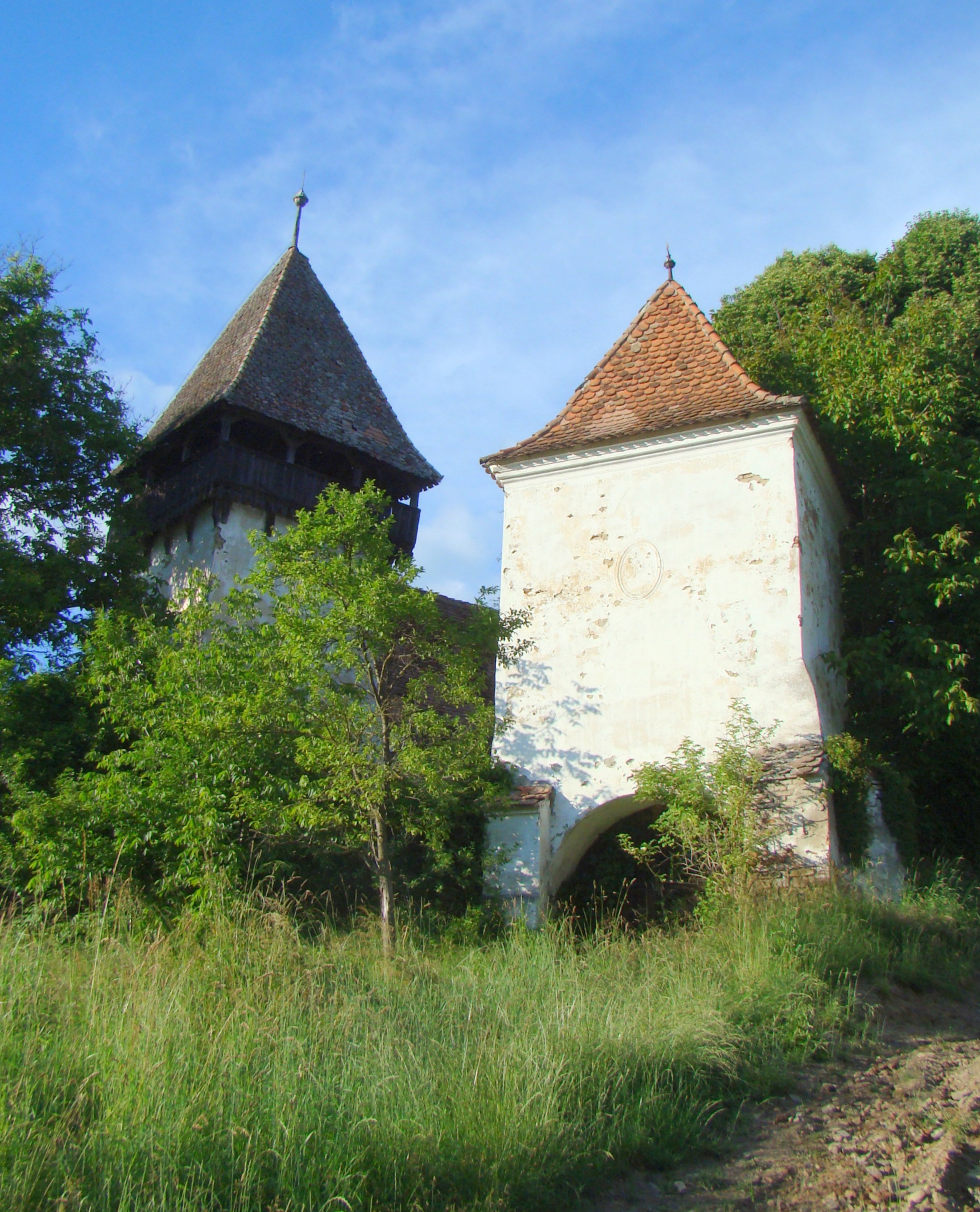
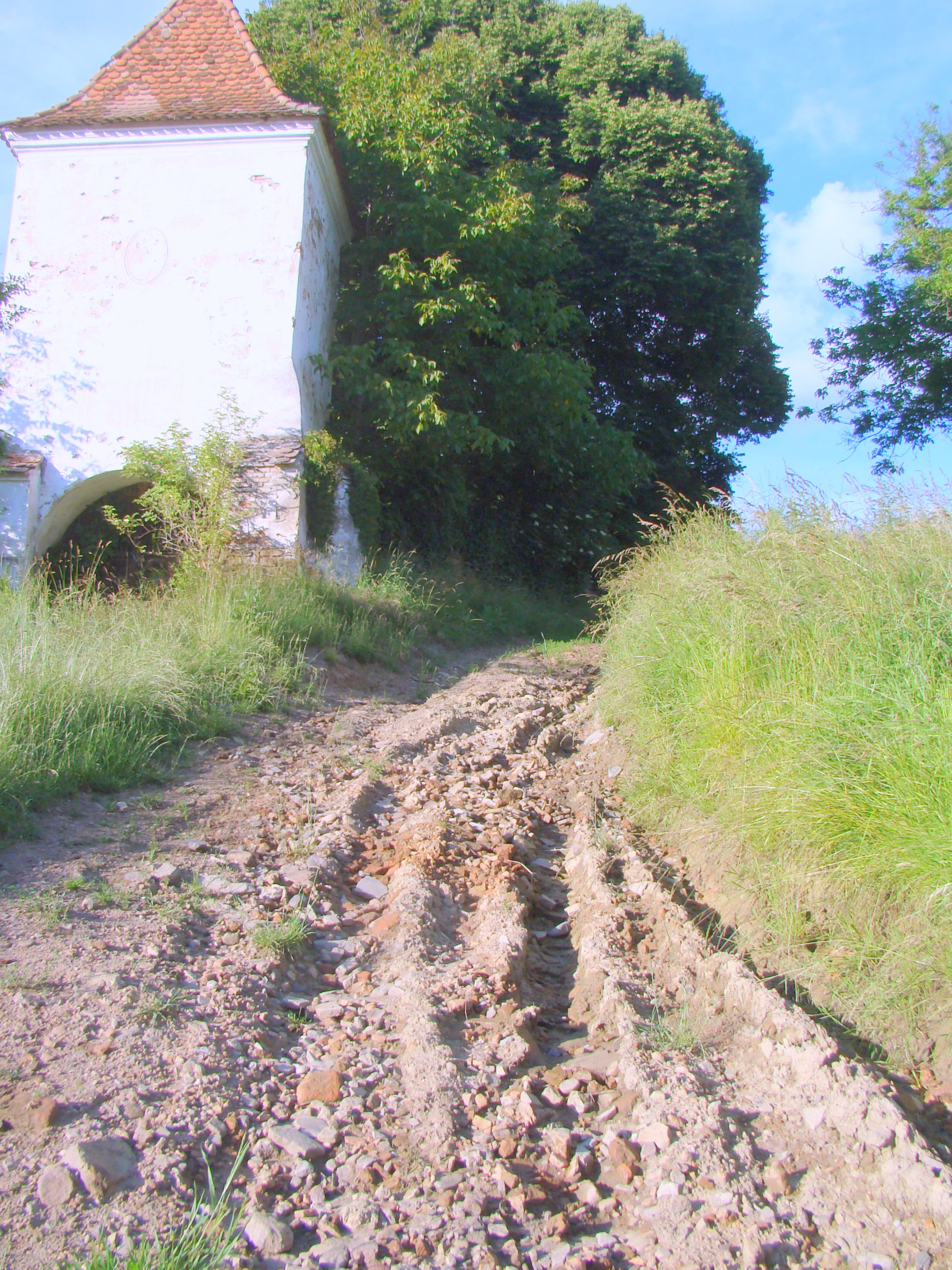

## Imagini din interior

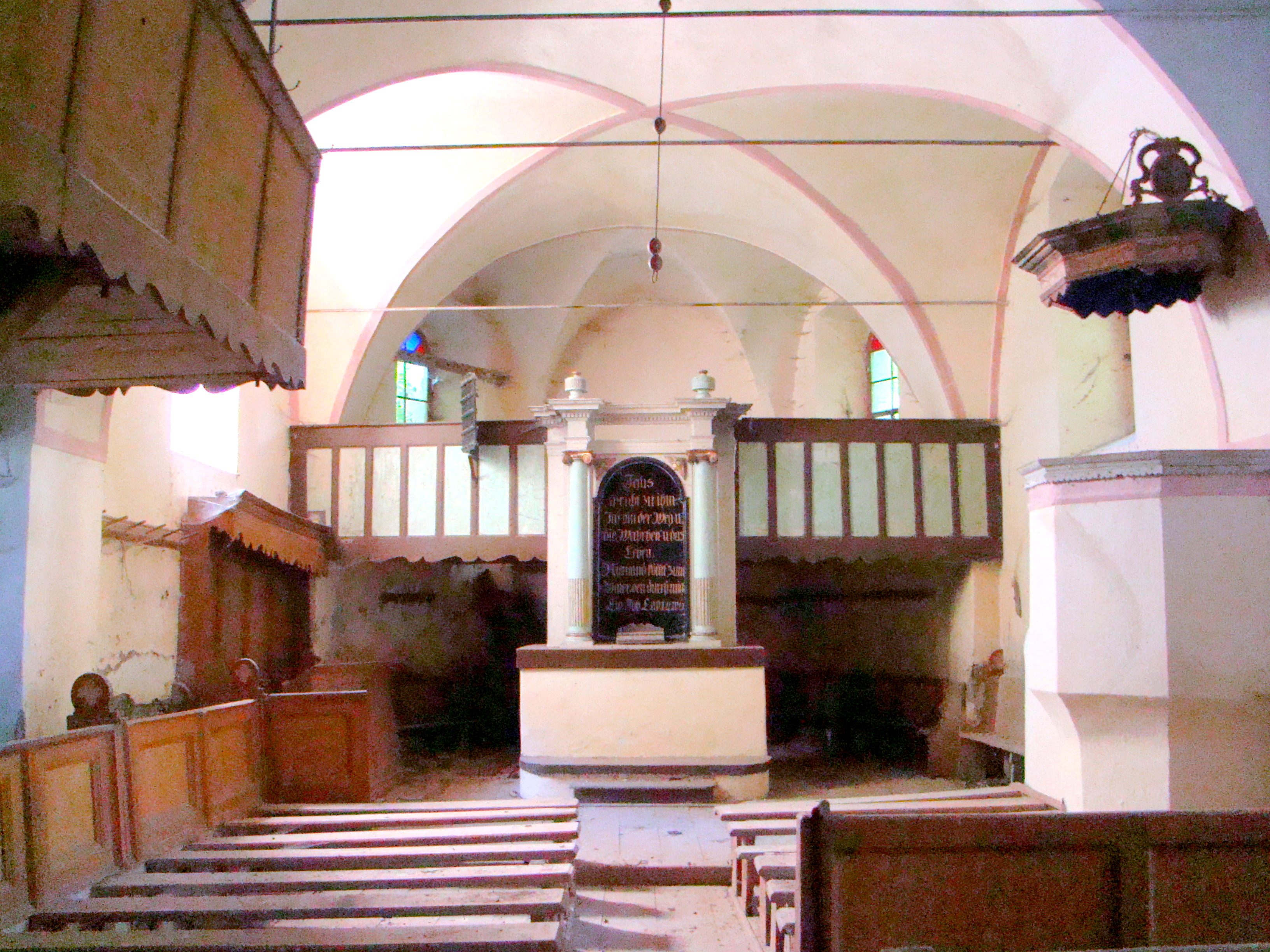
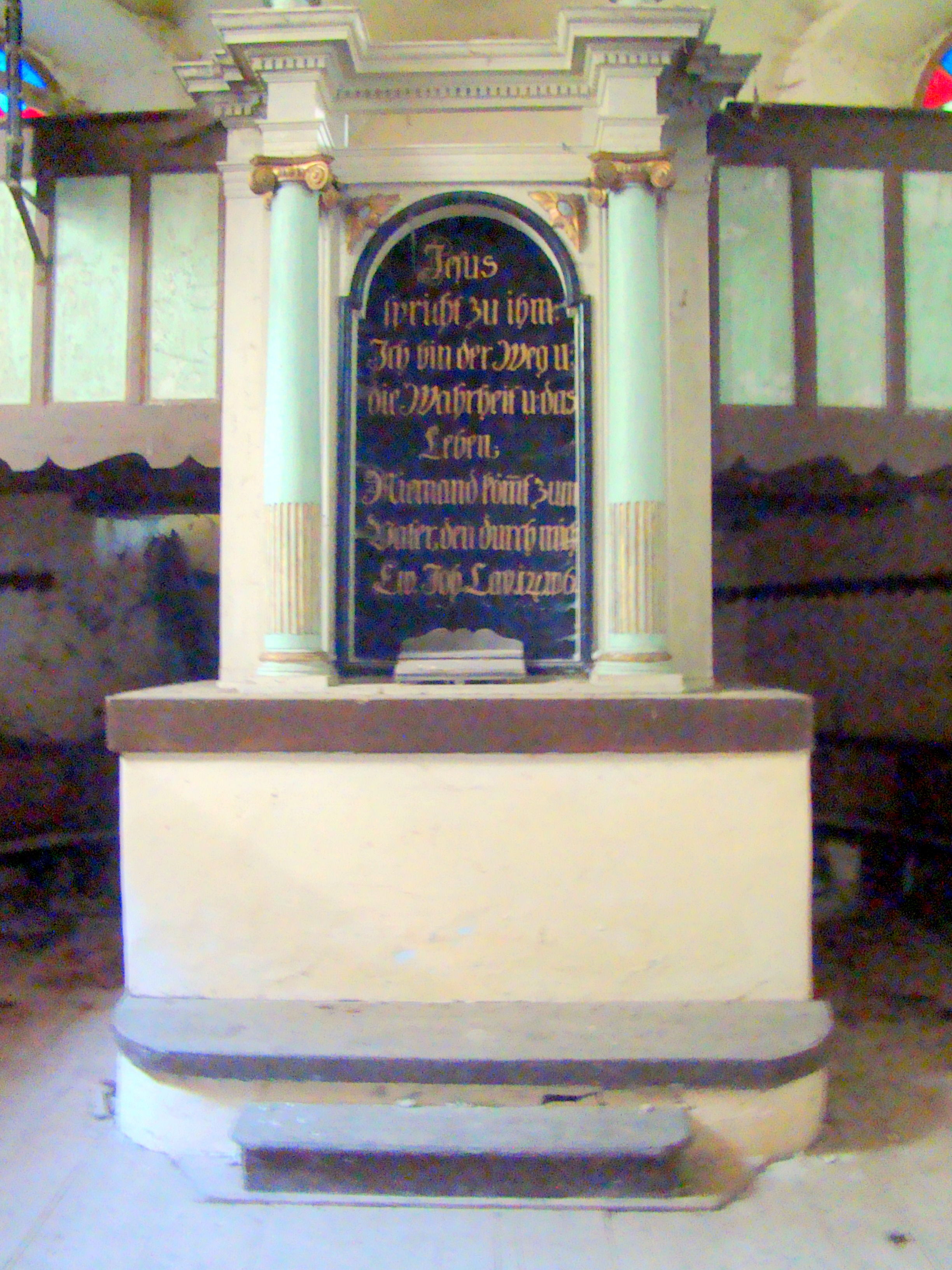
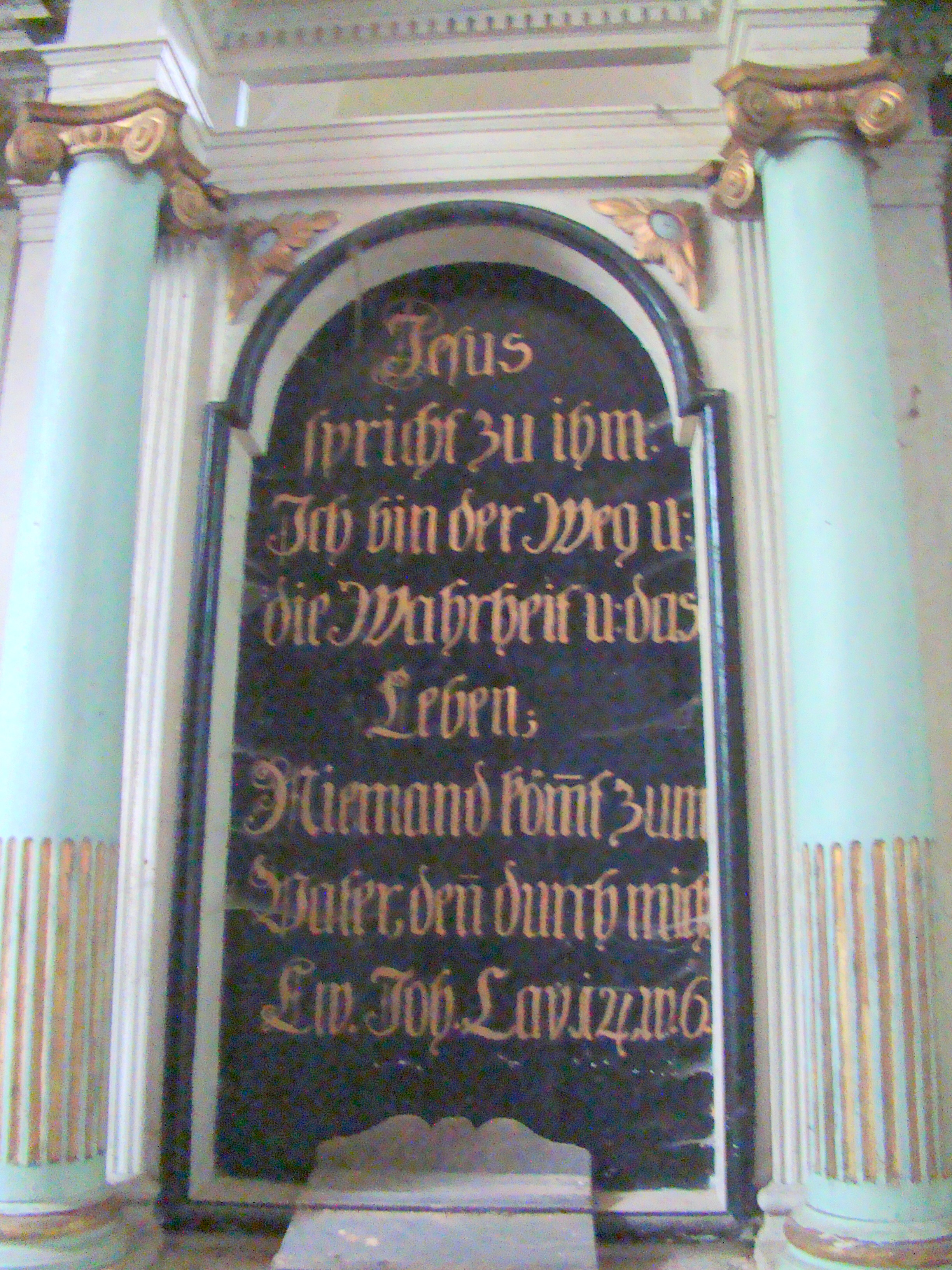
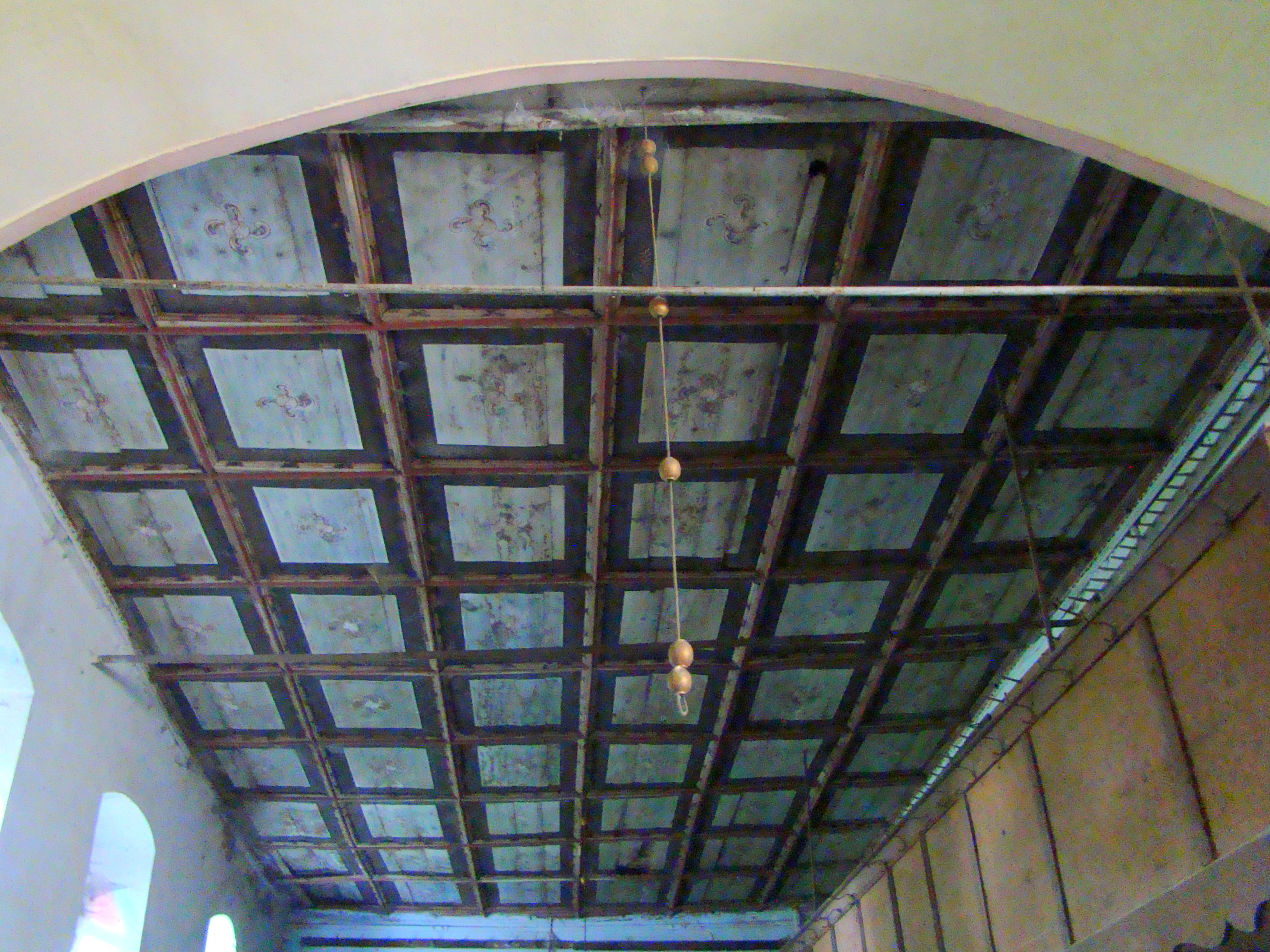
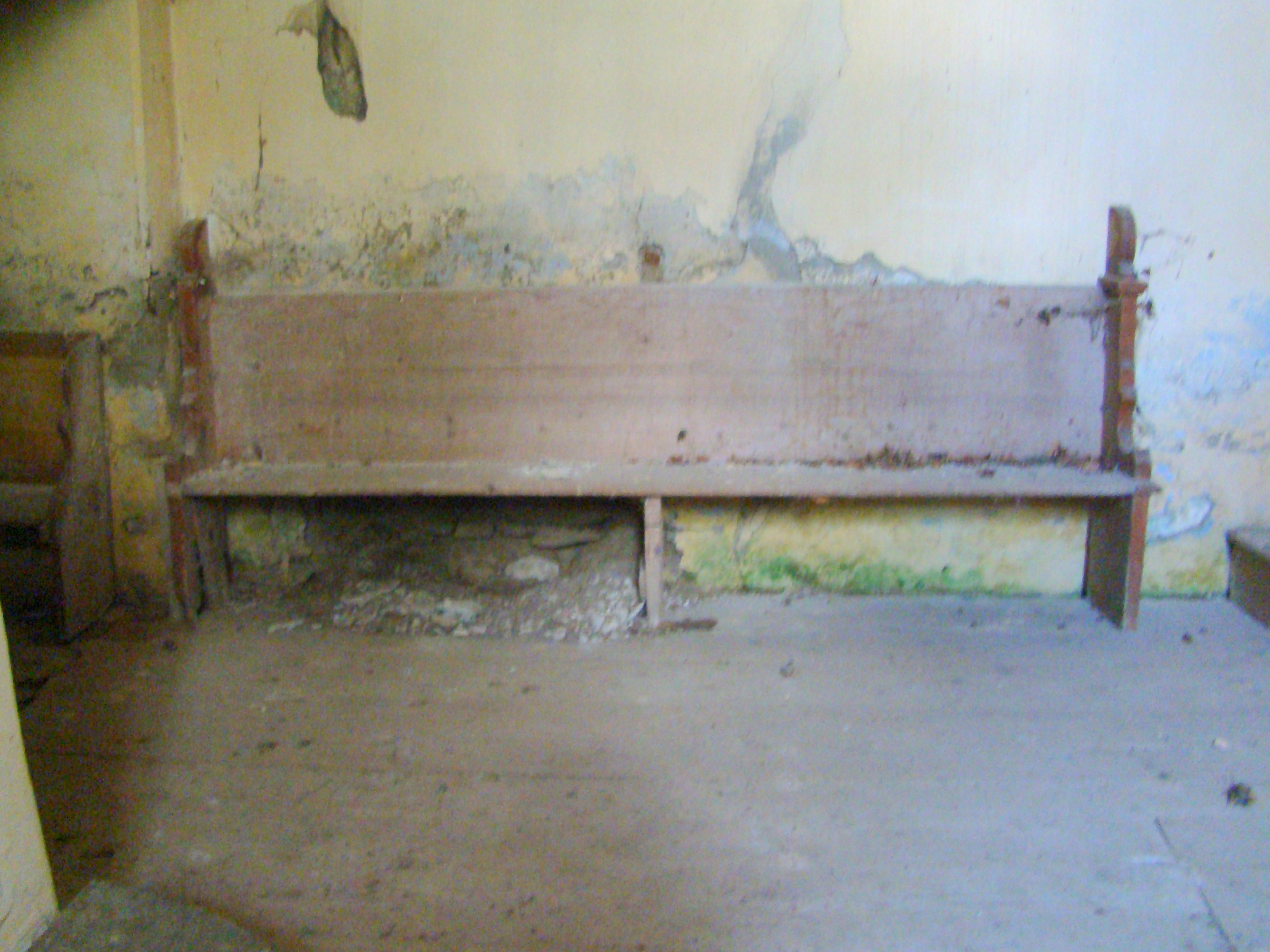
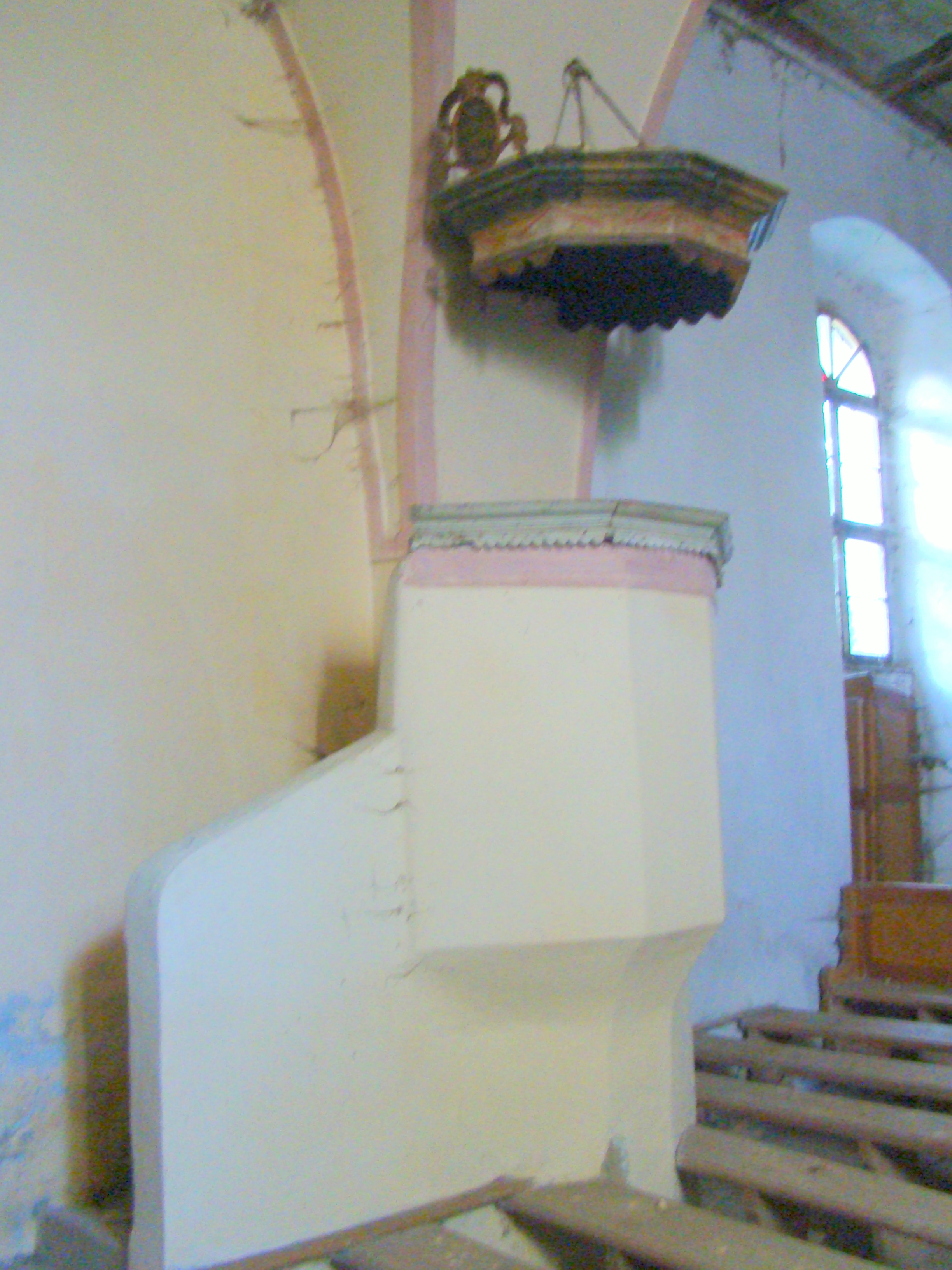
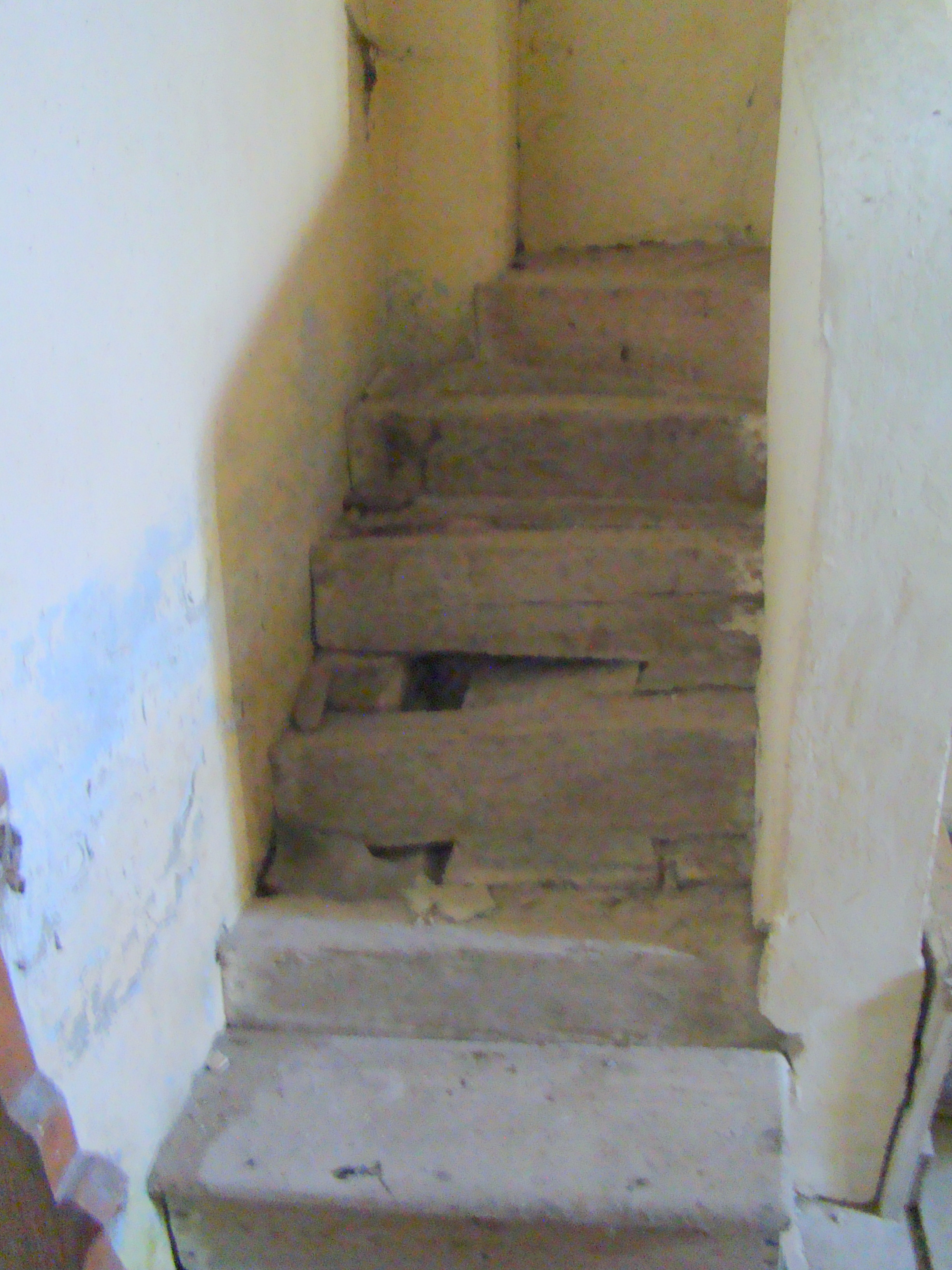
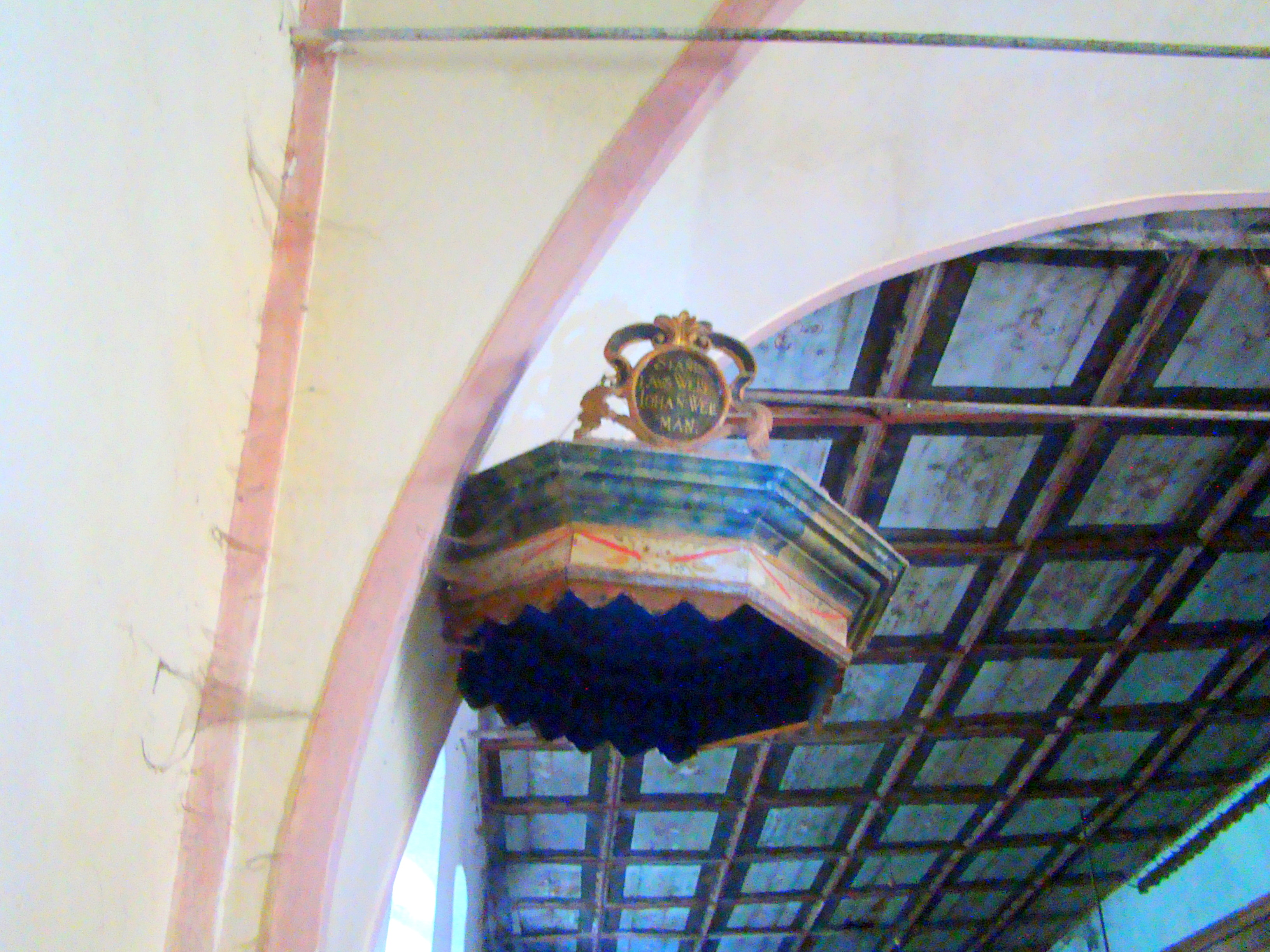
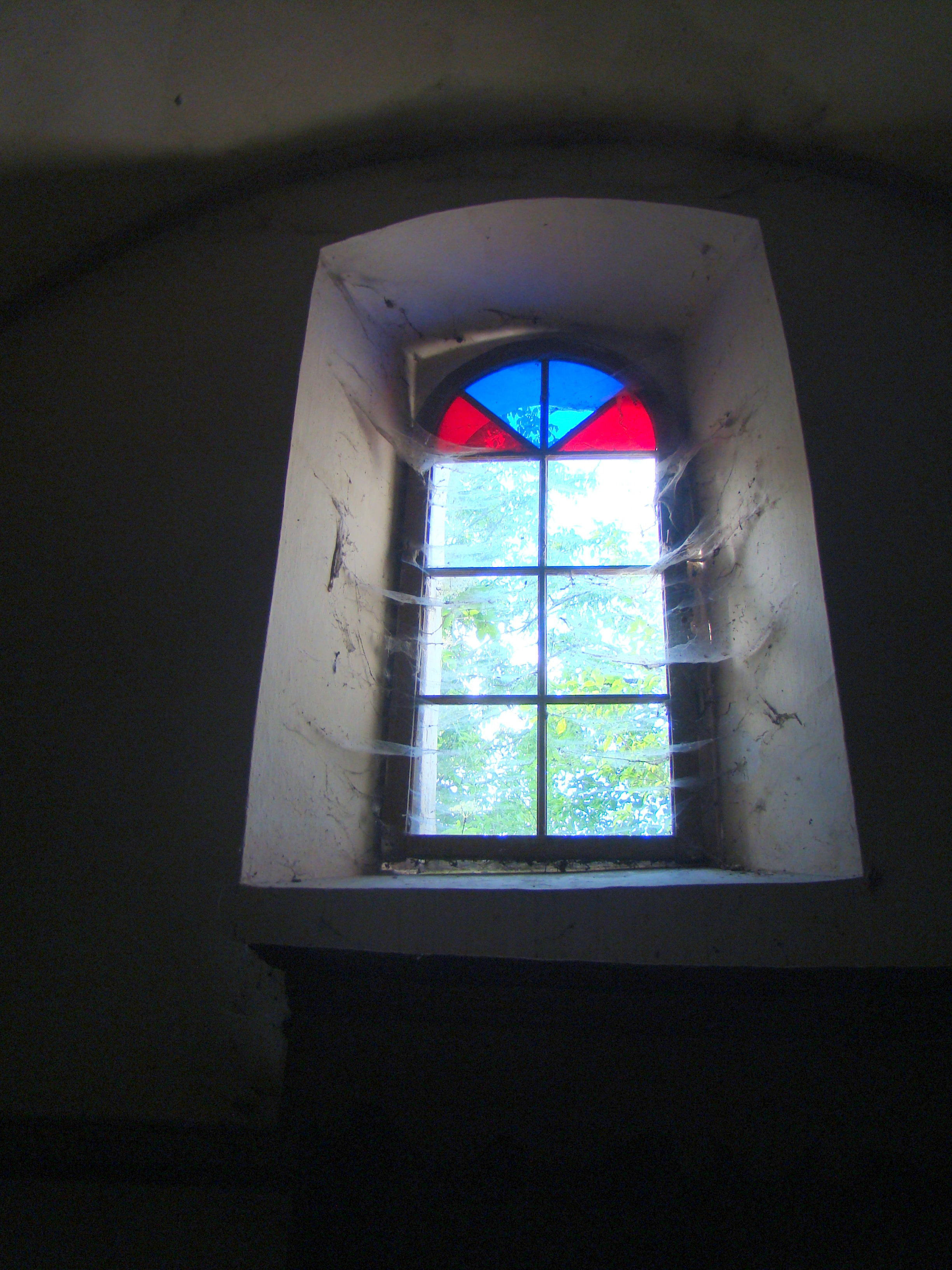
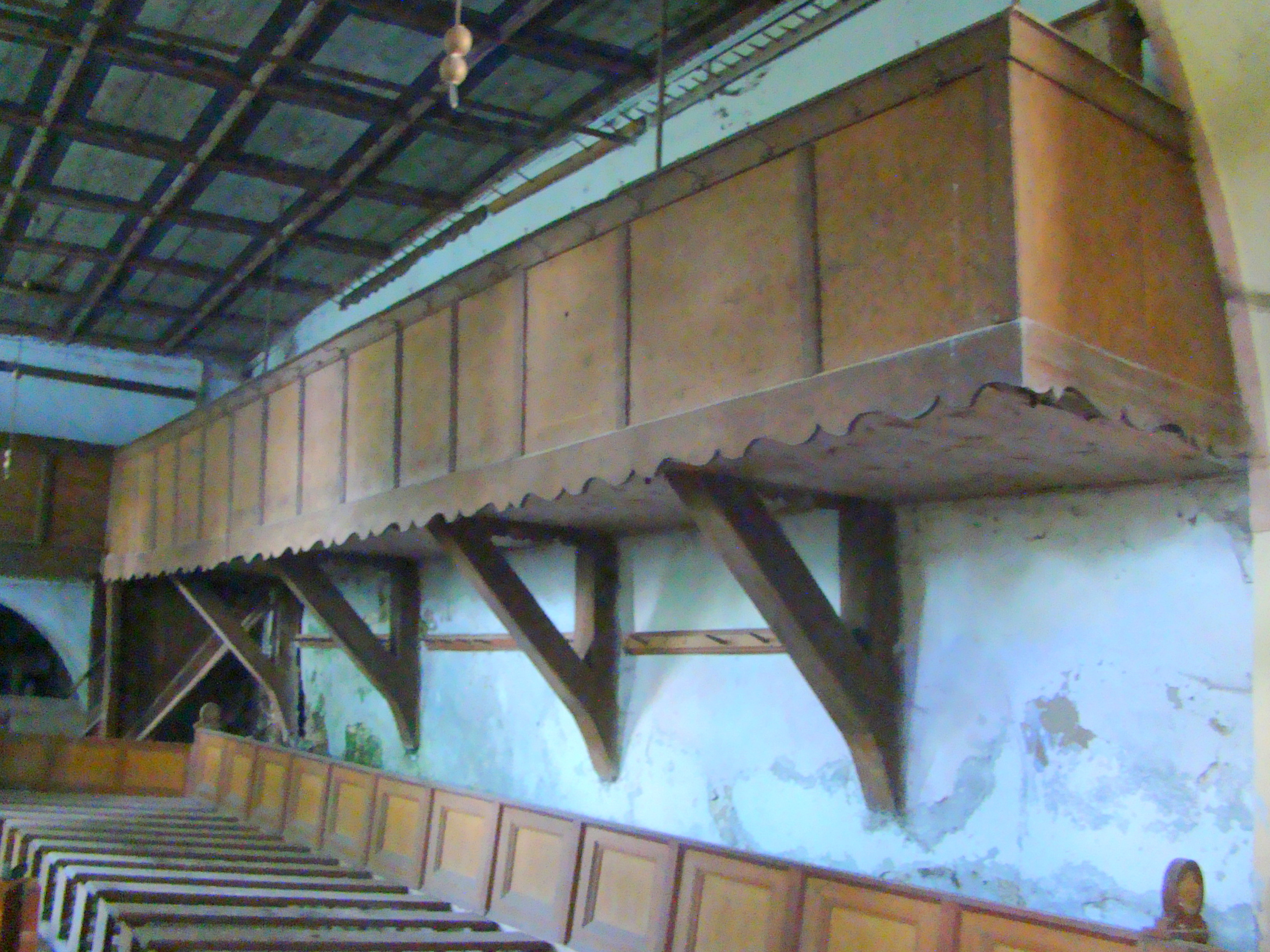
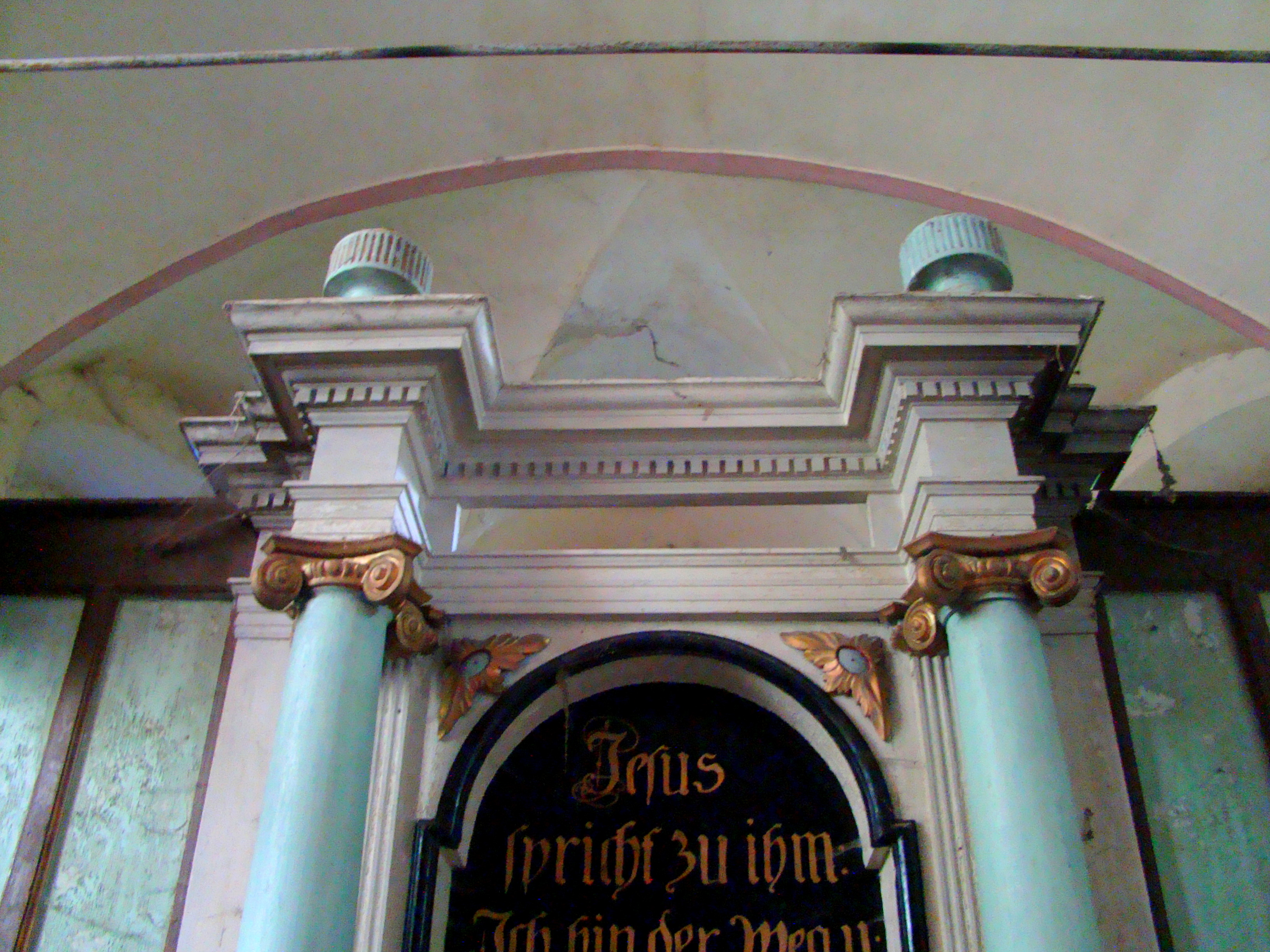
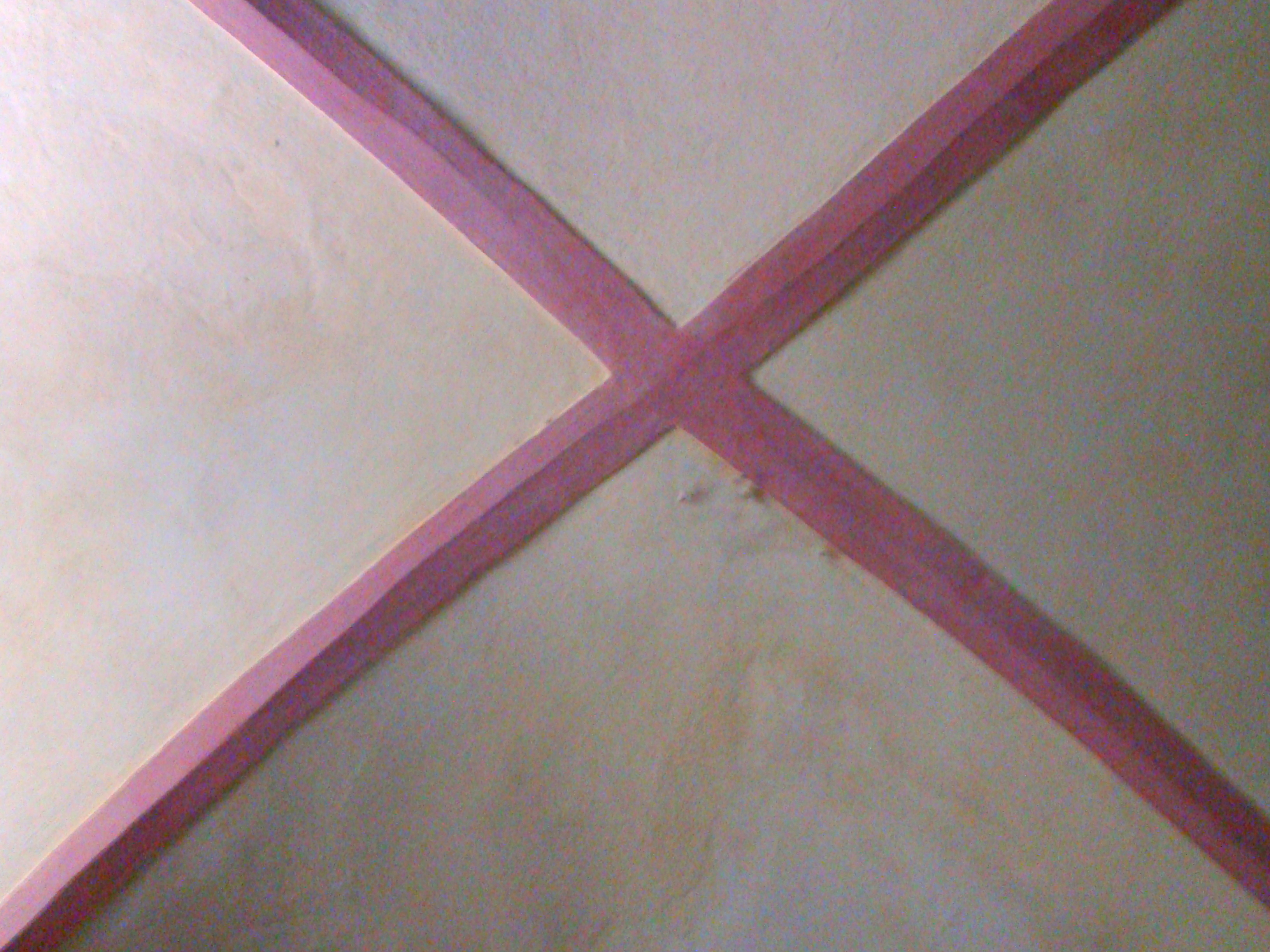
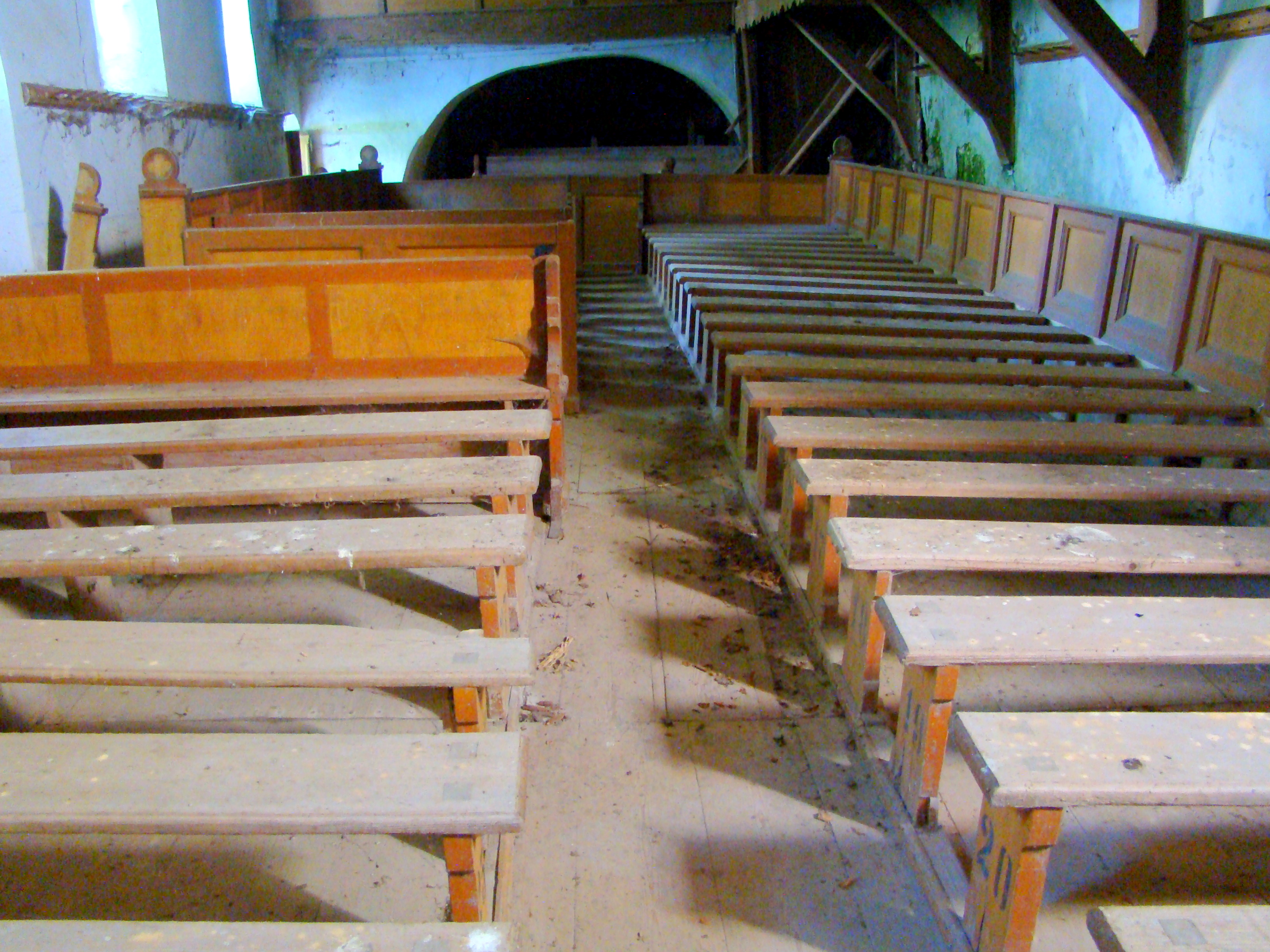
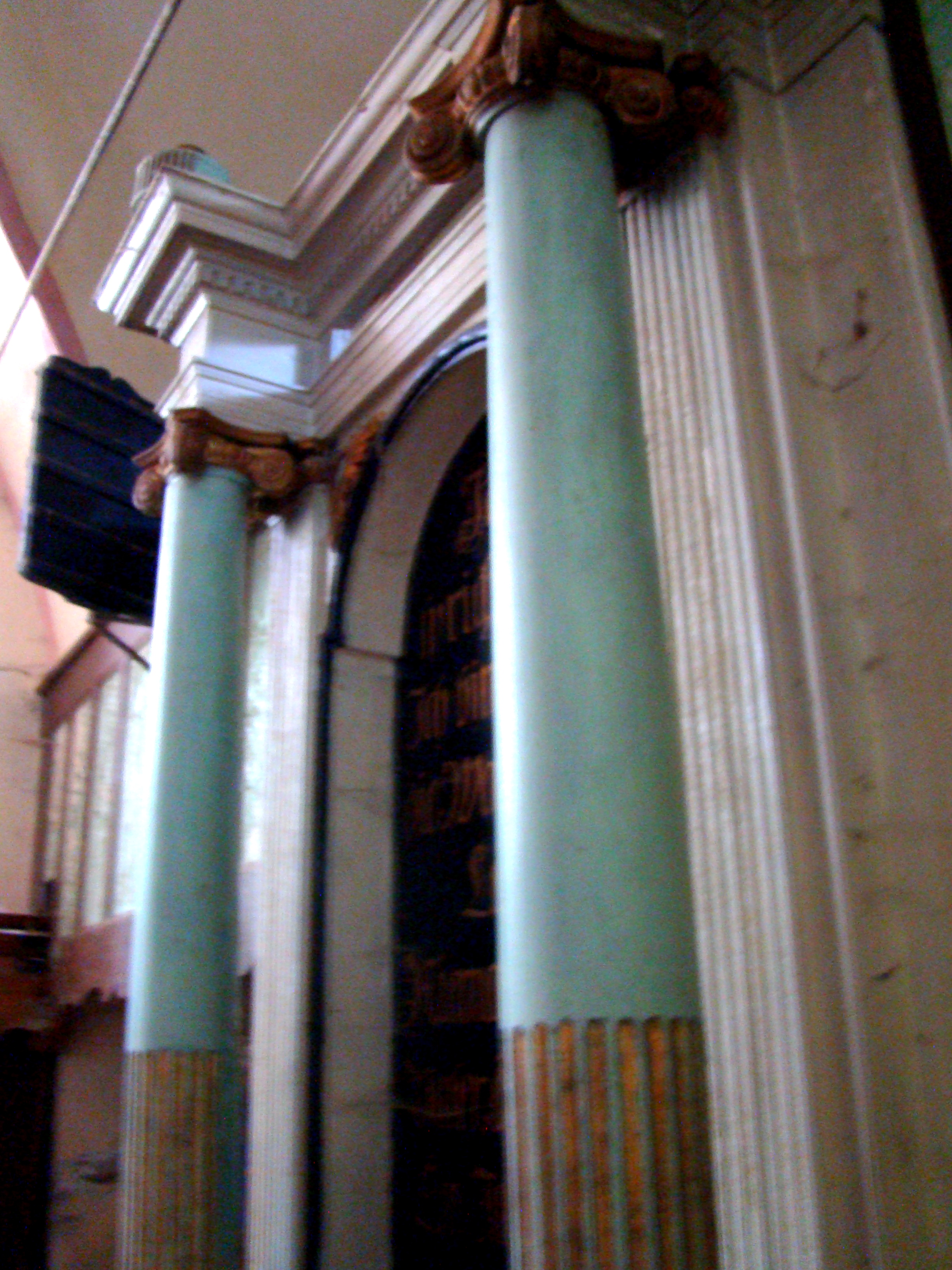
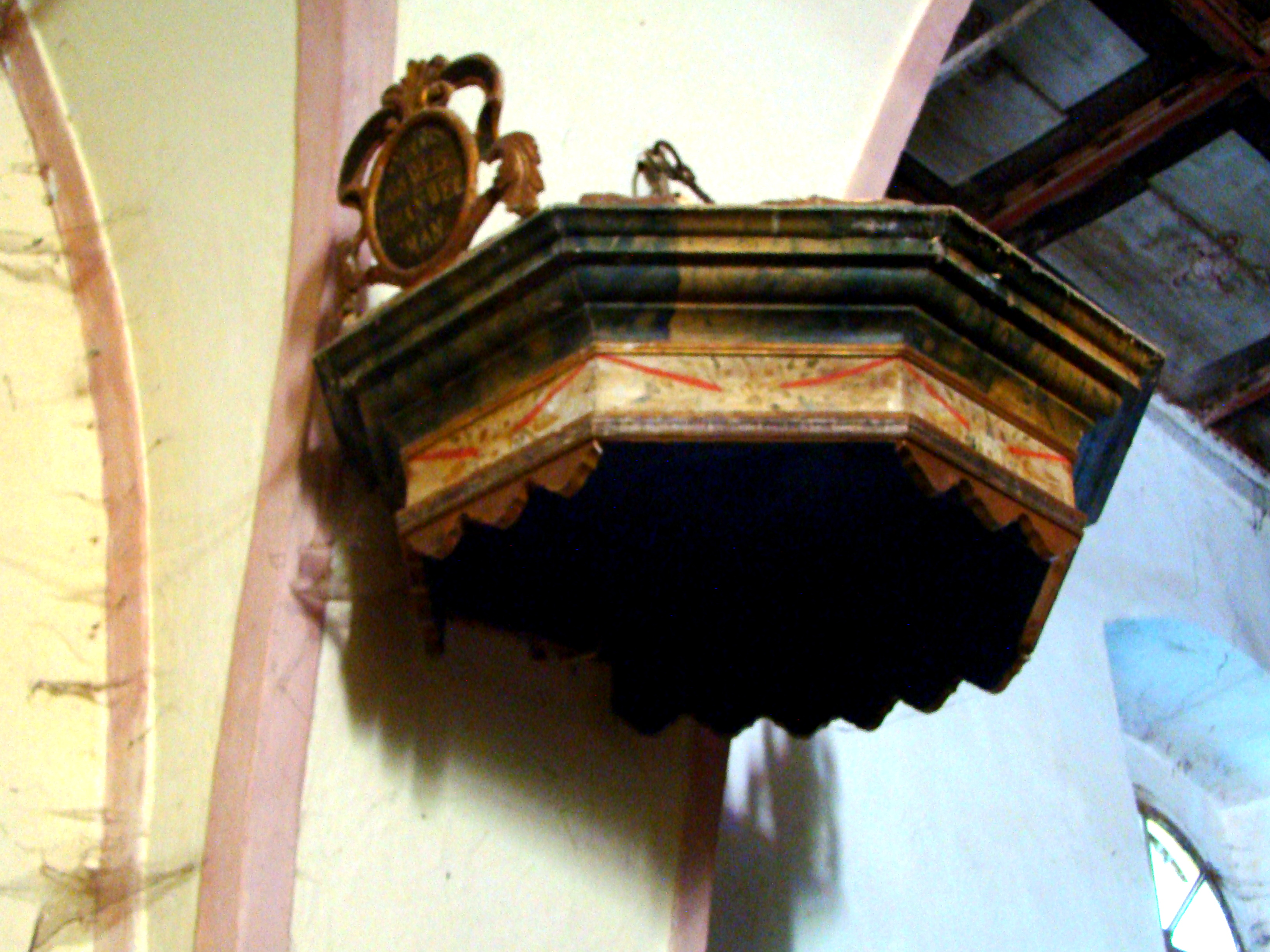
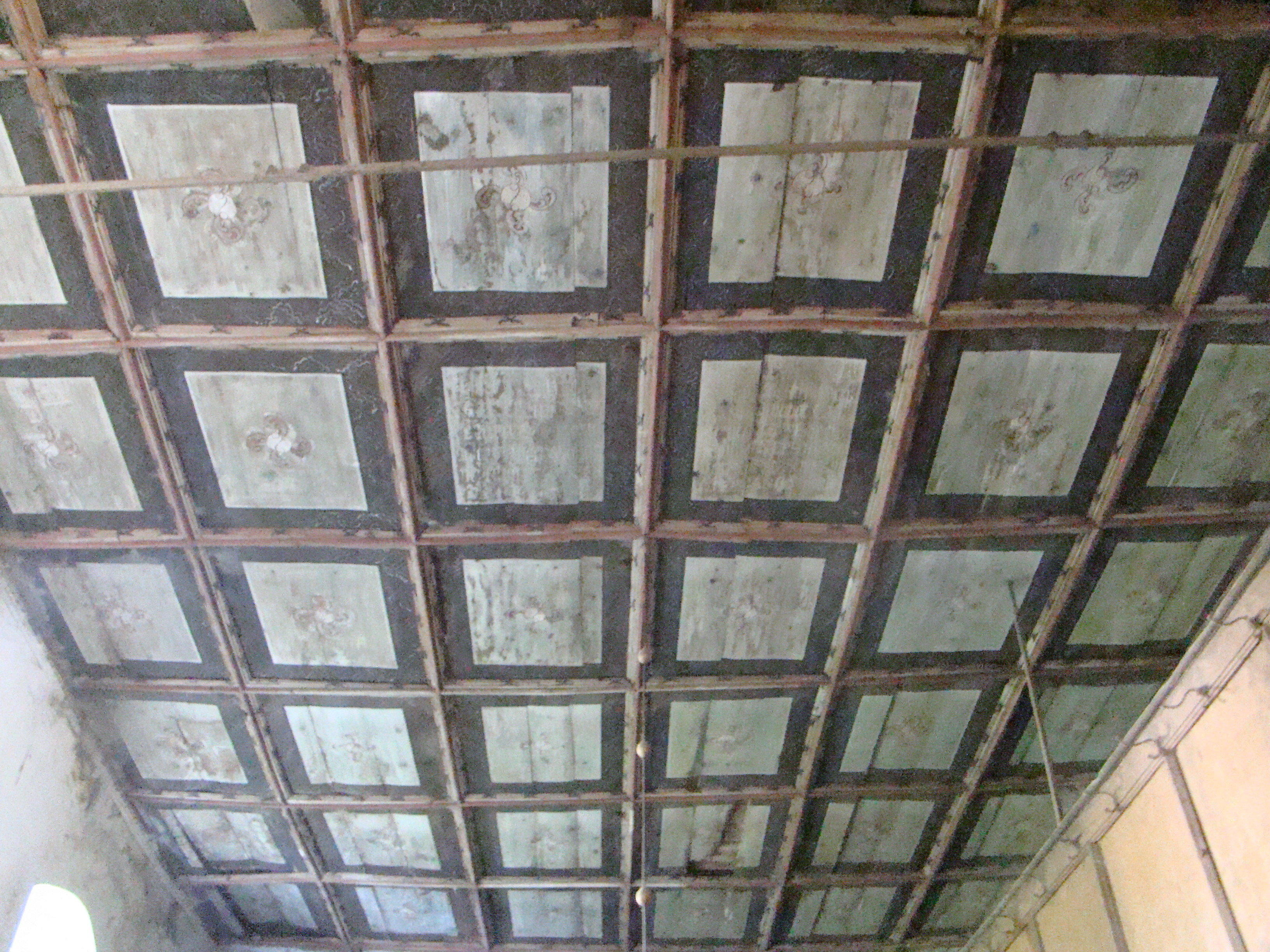
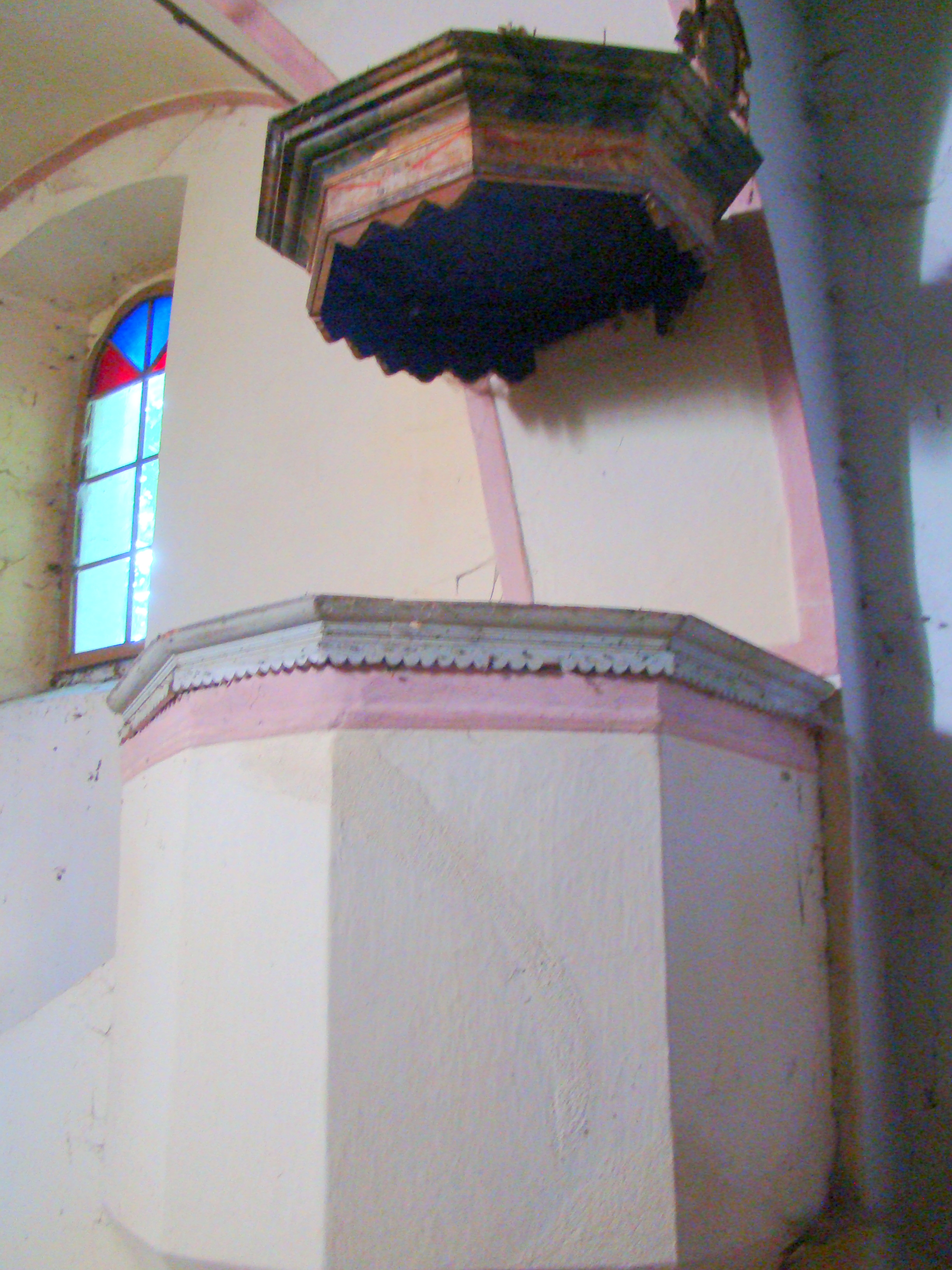
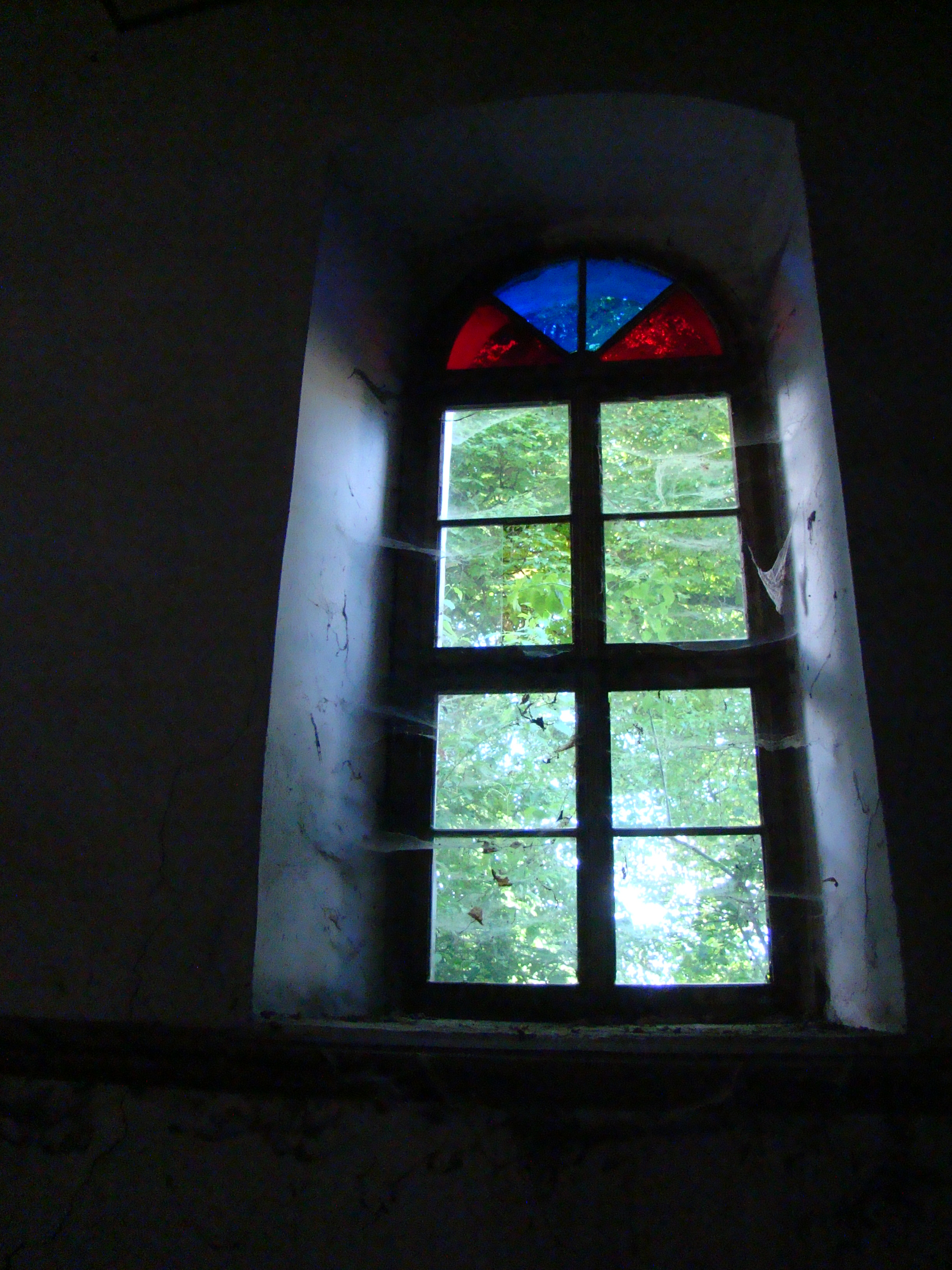
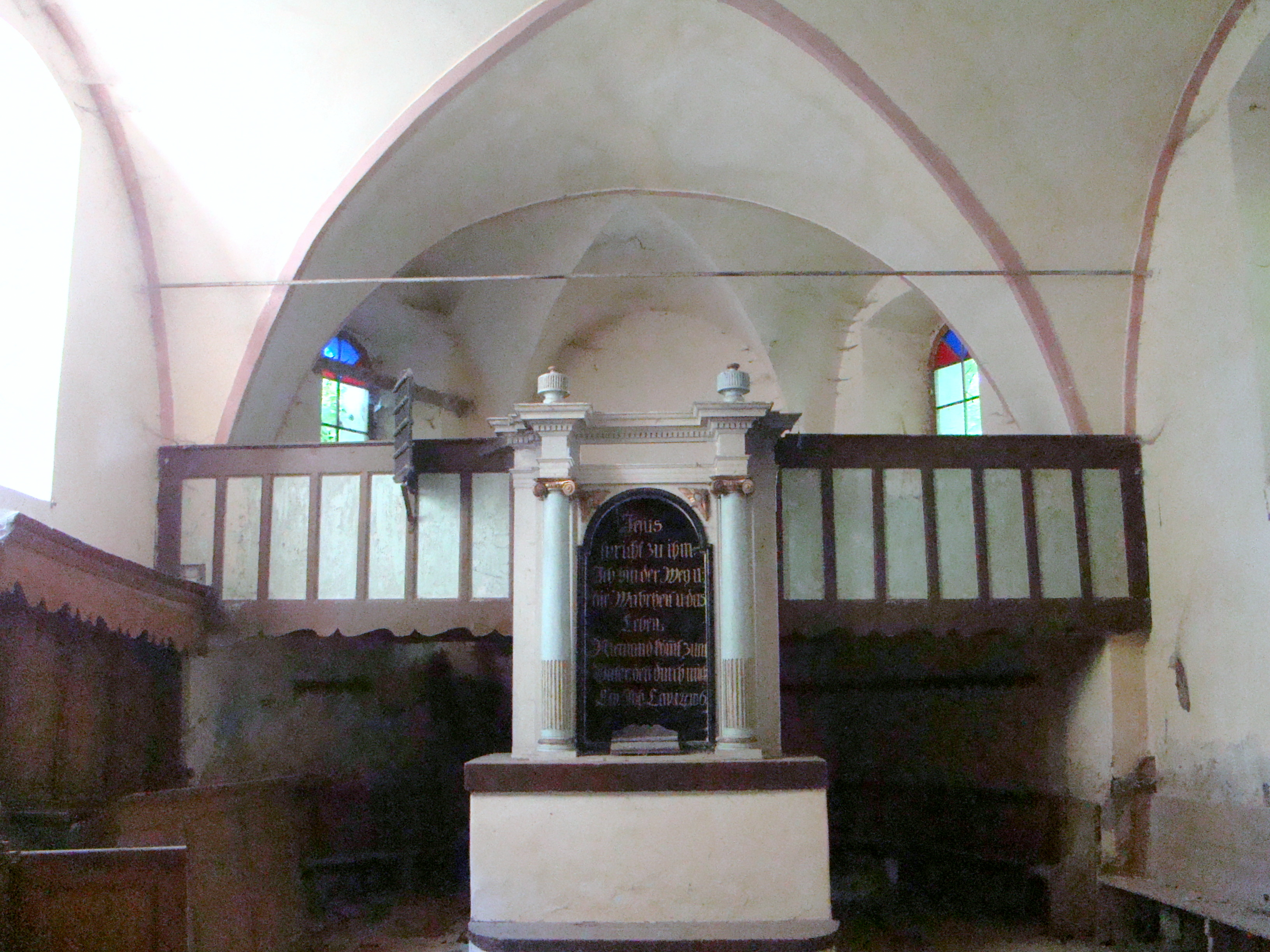
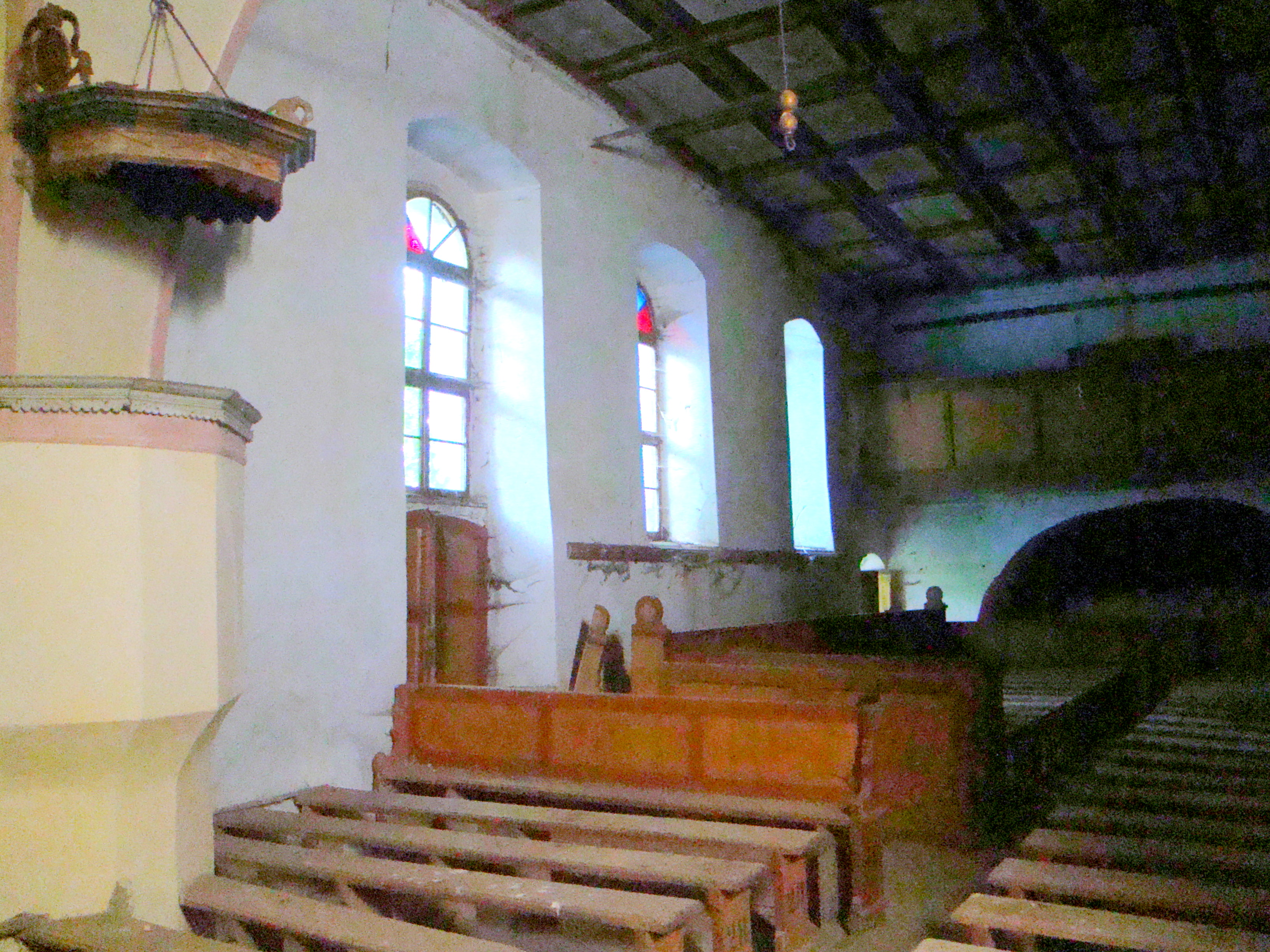
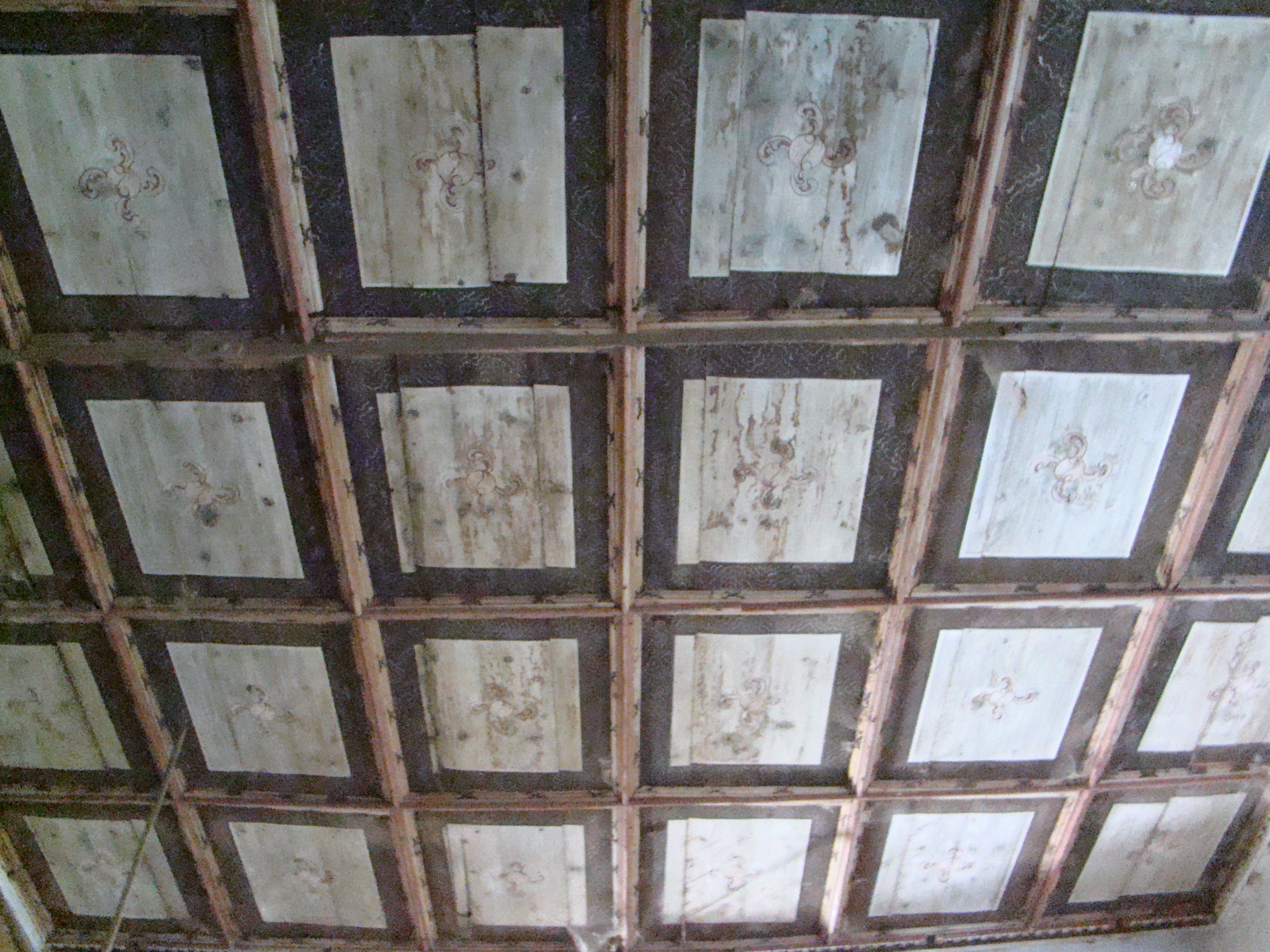
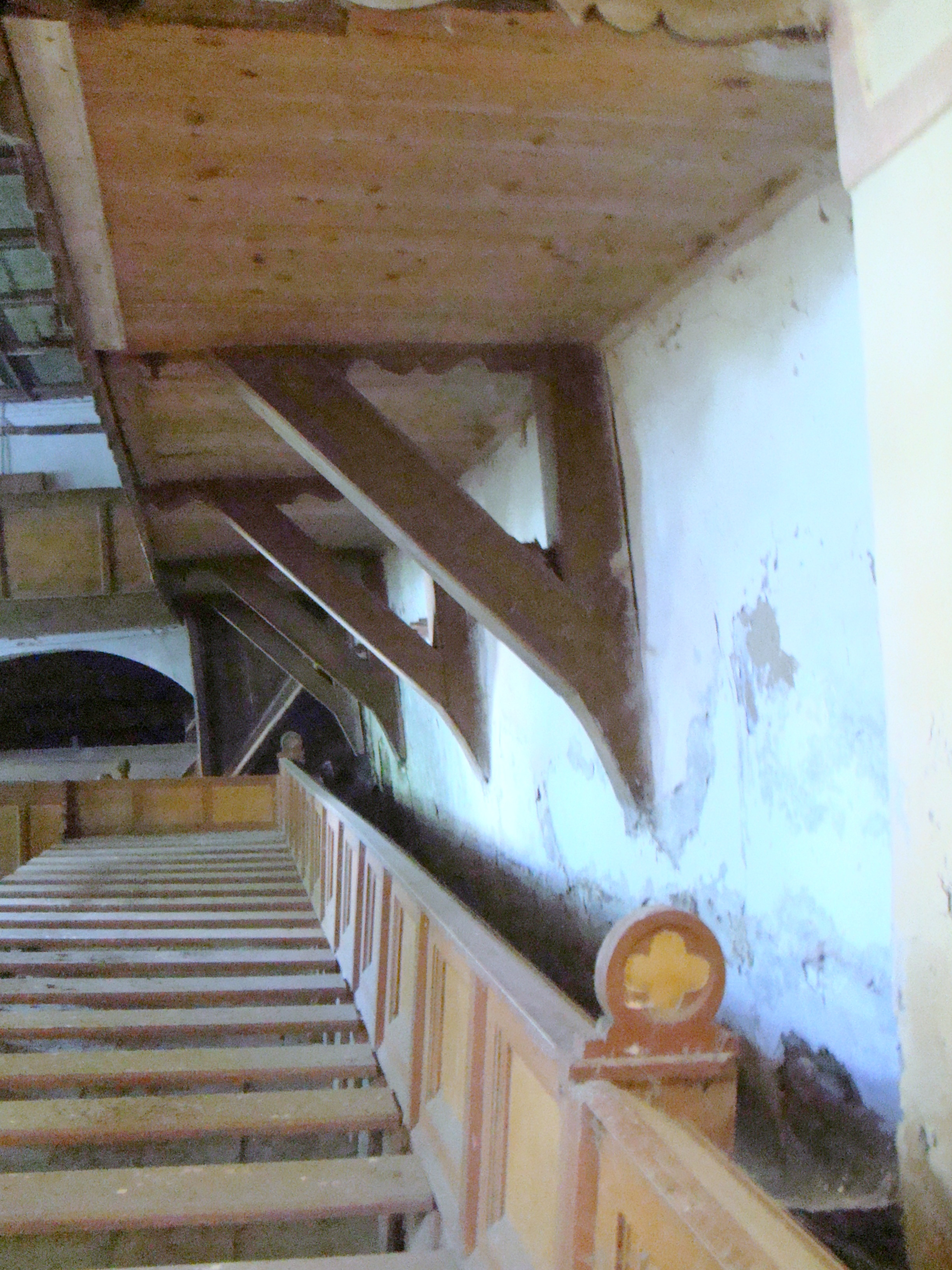
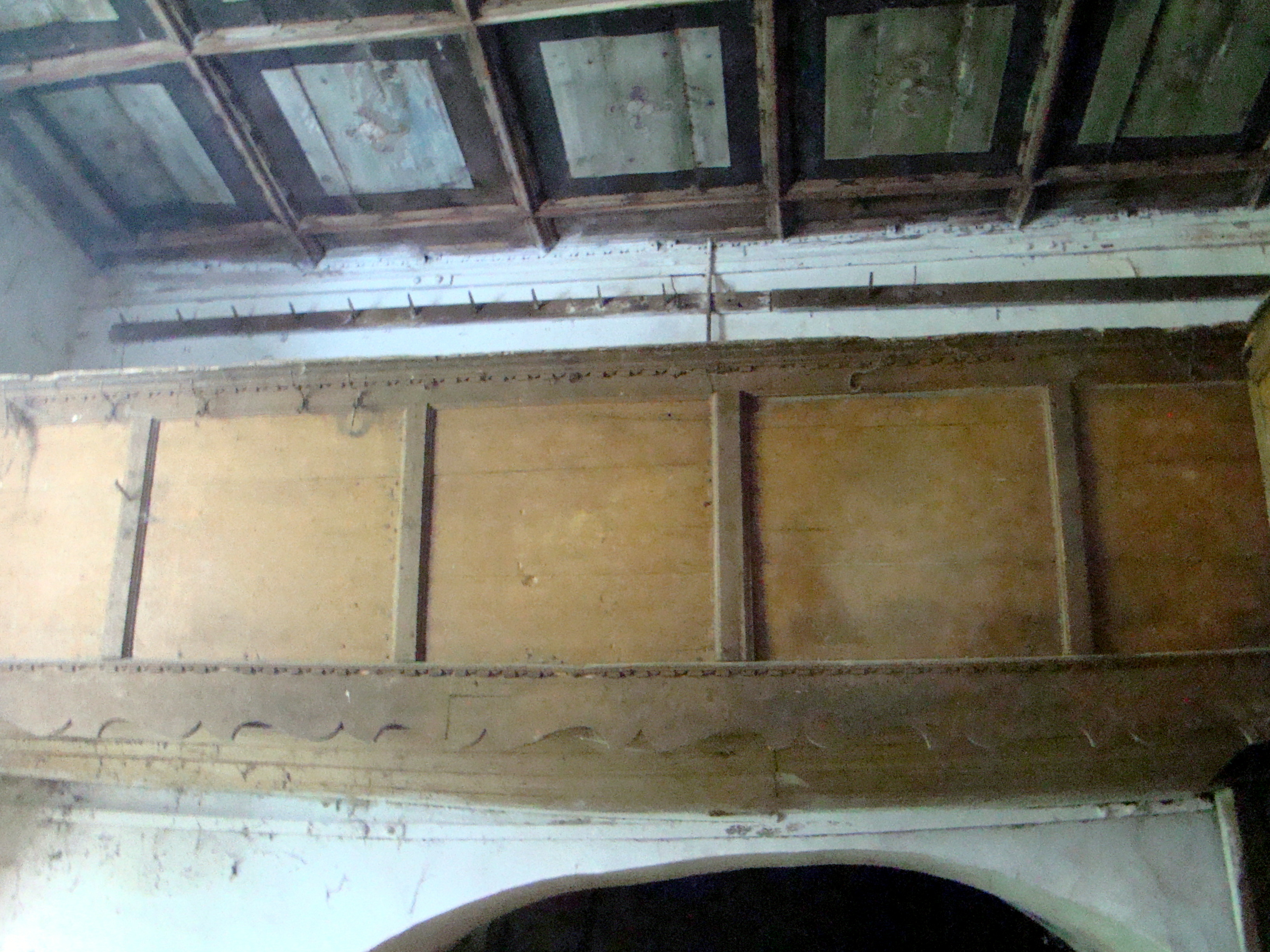
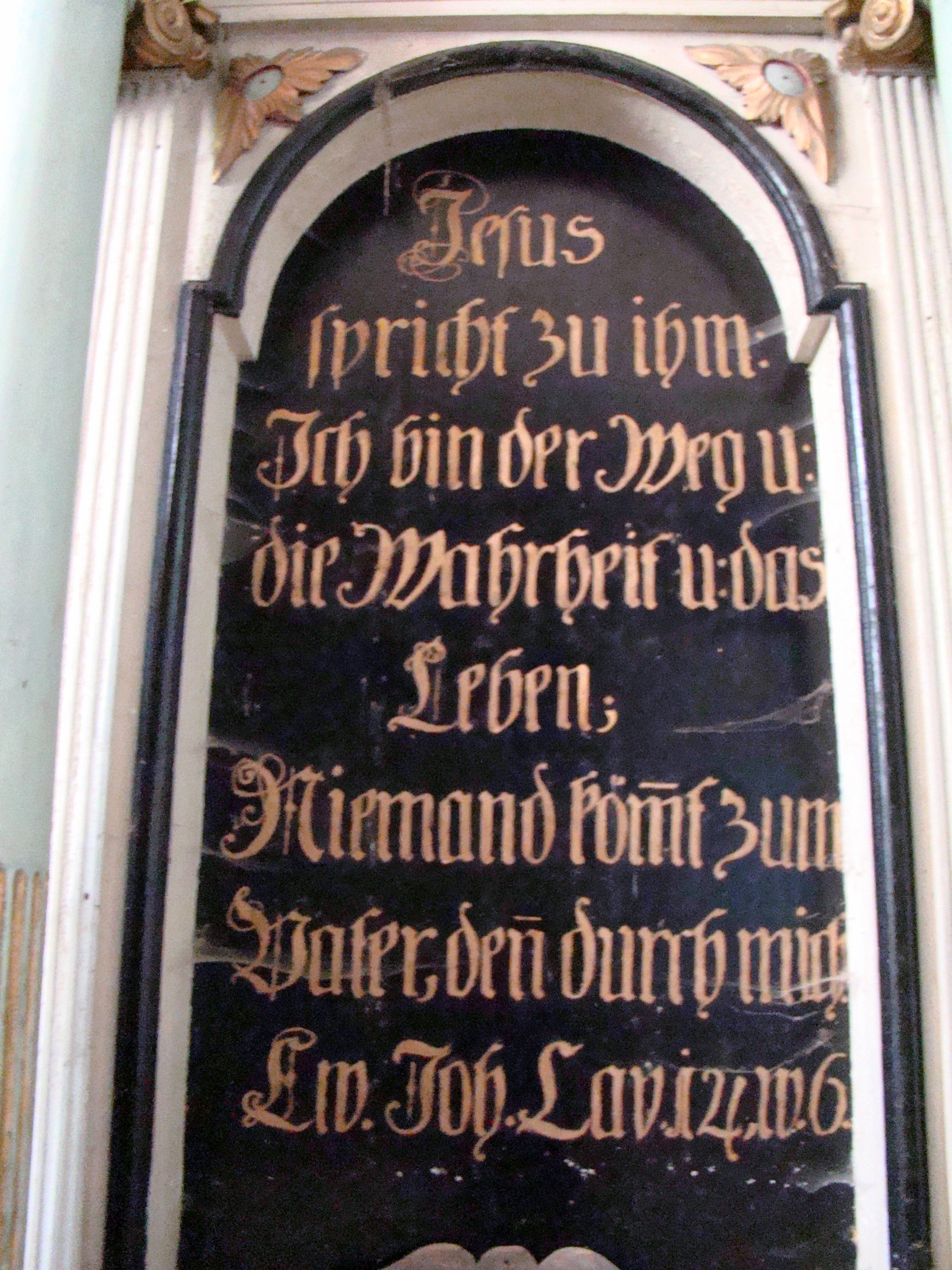
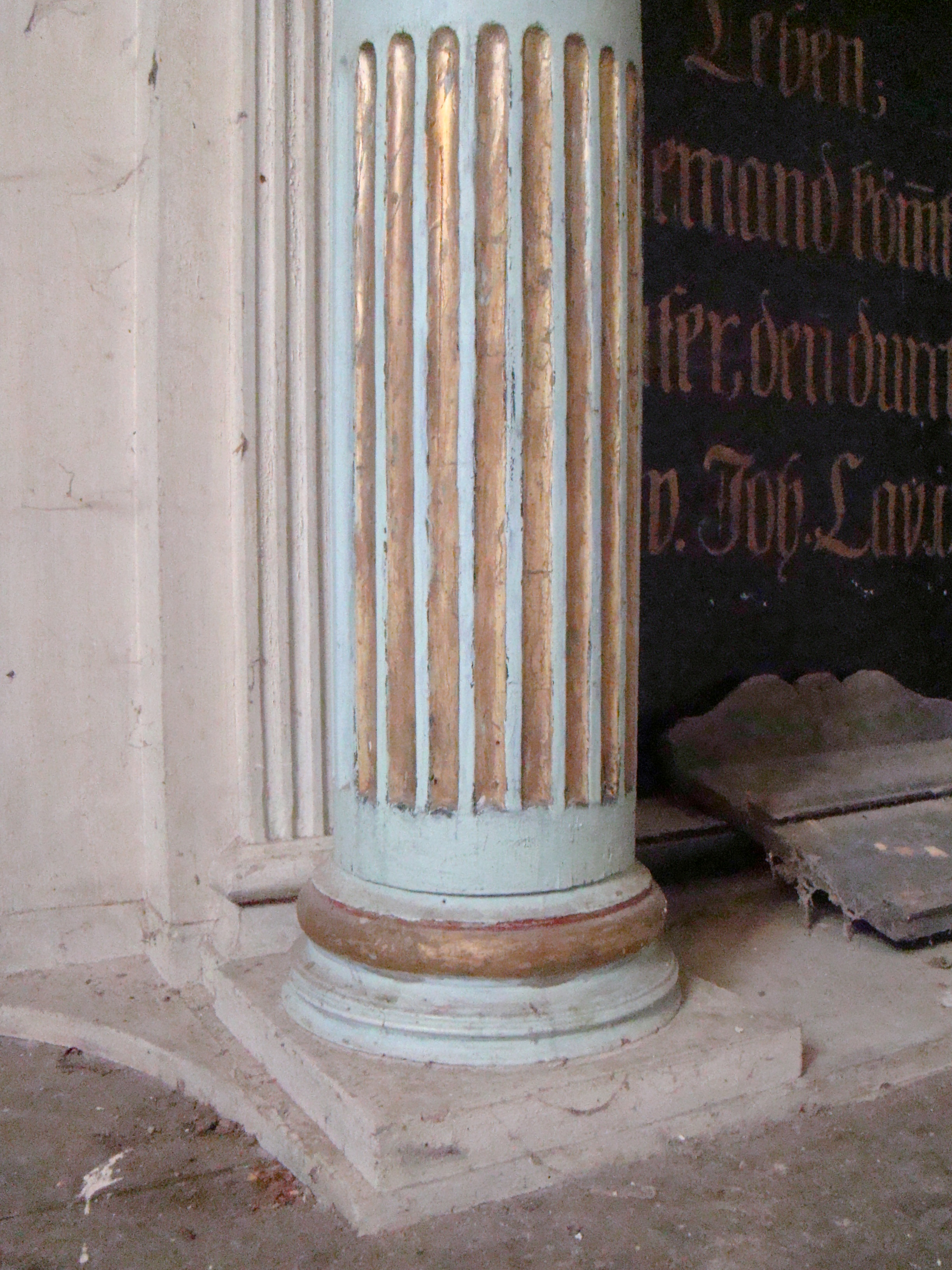
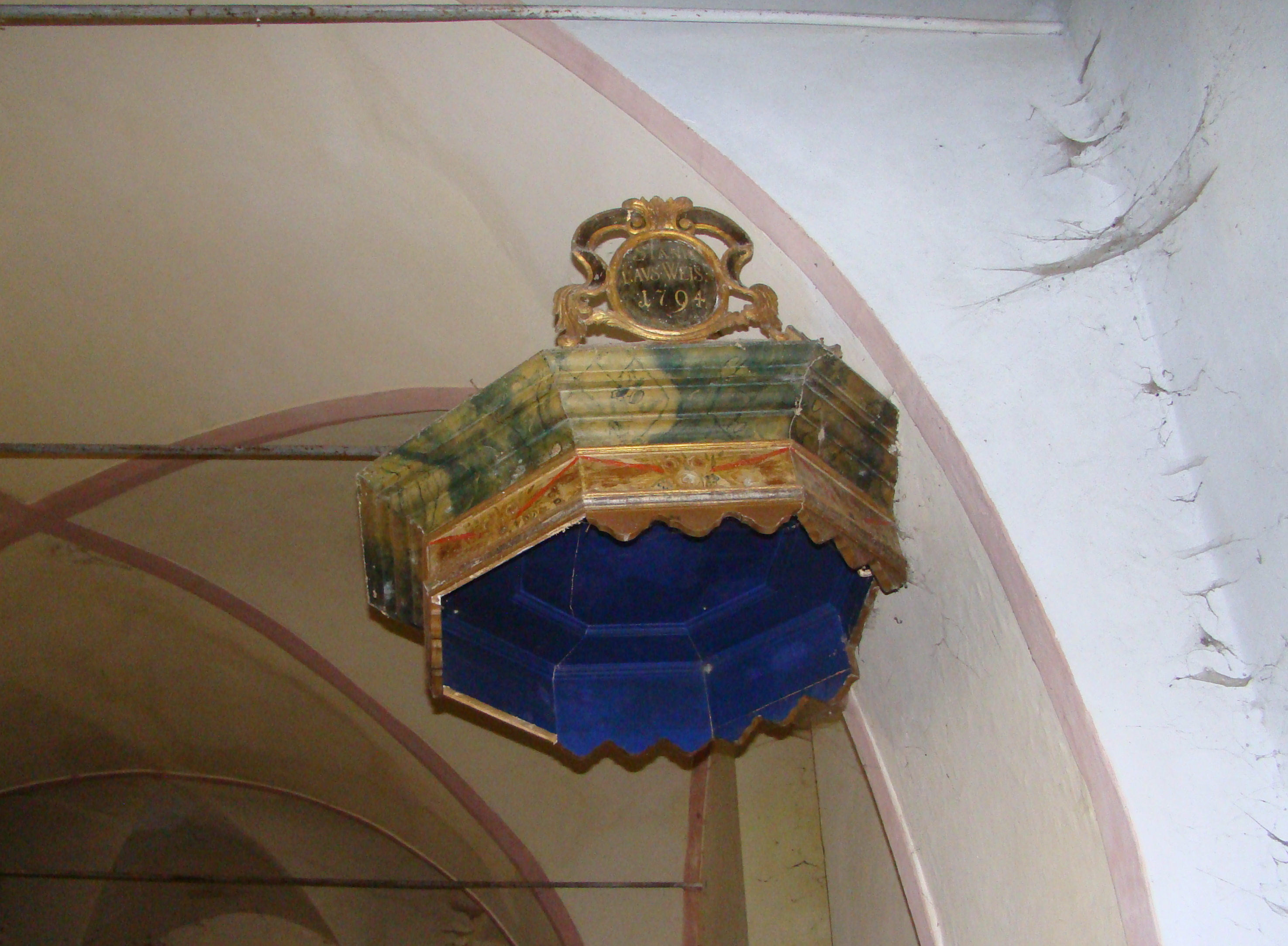
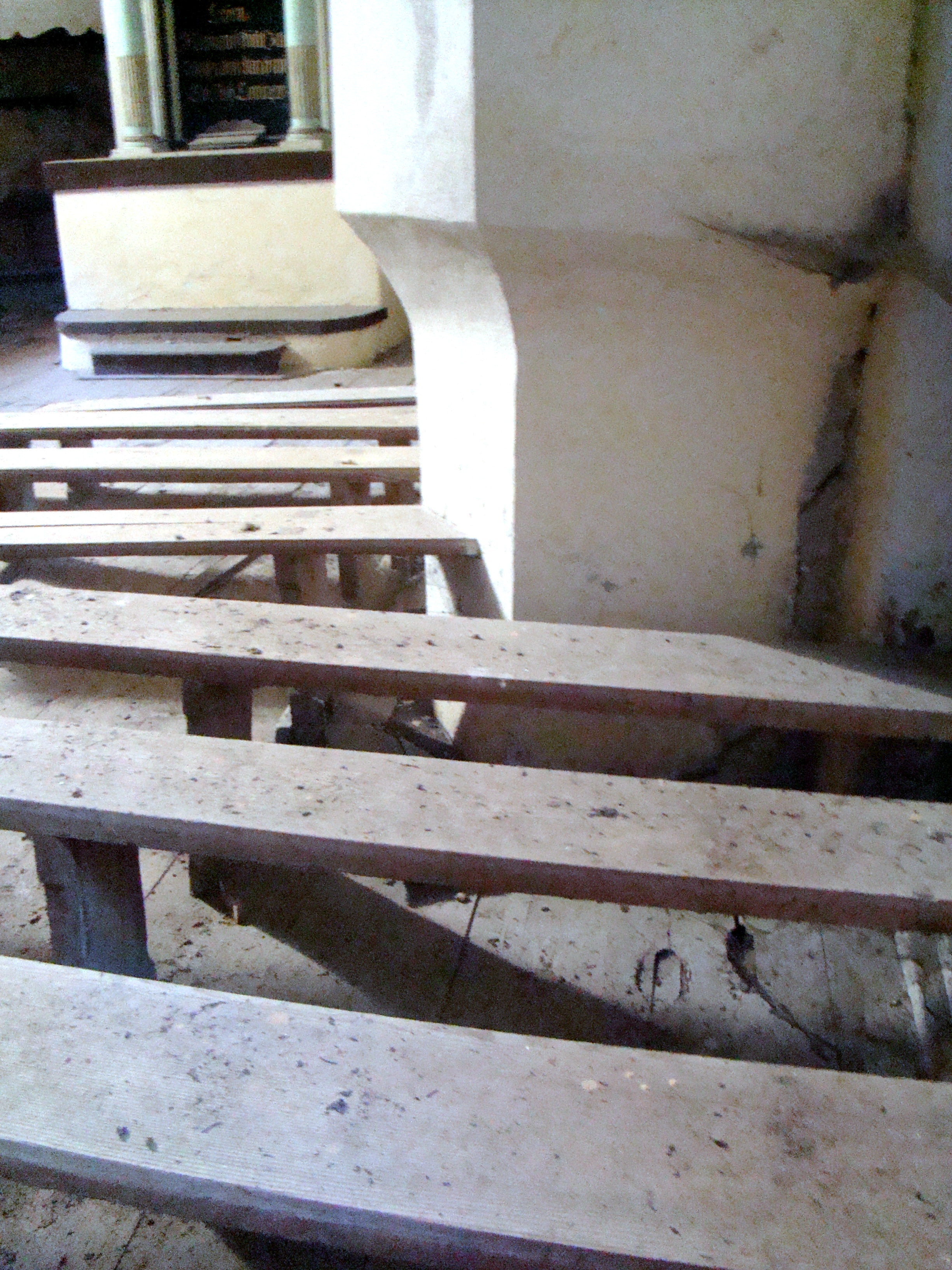
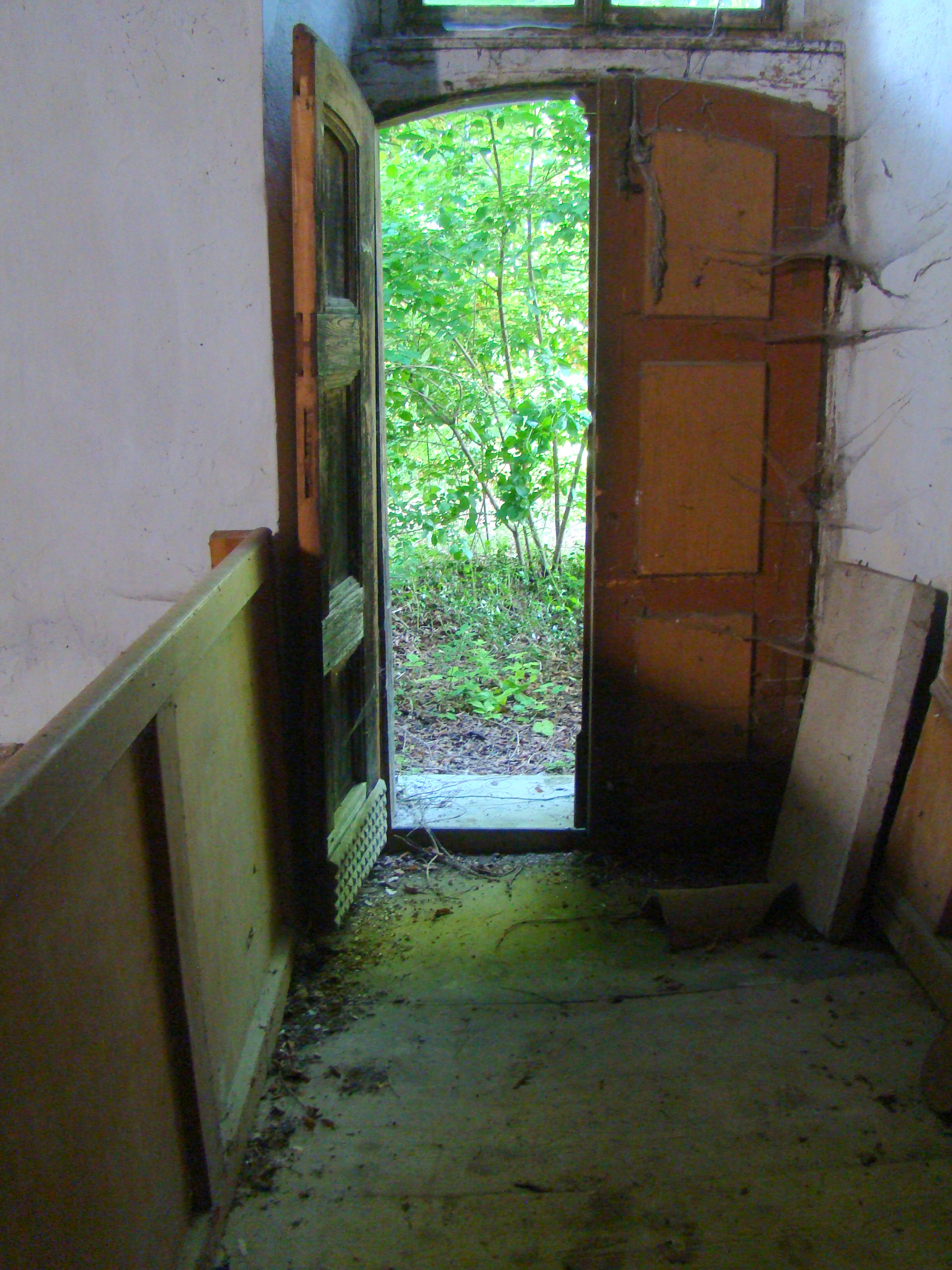
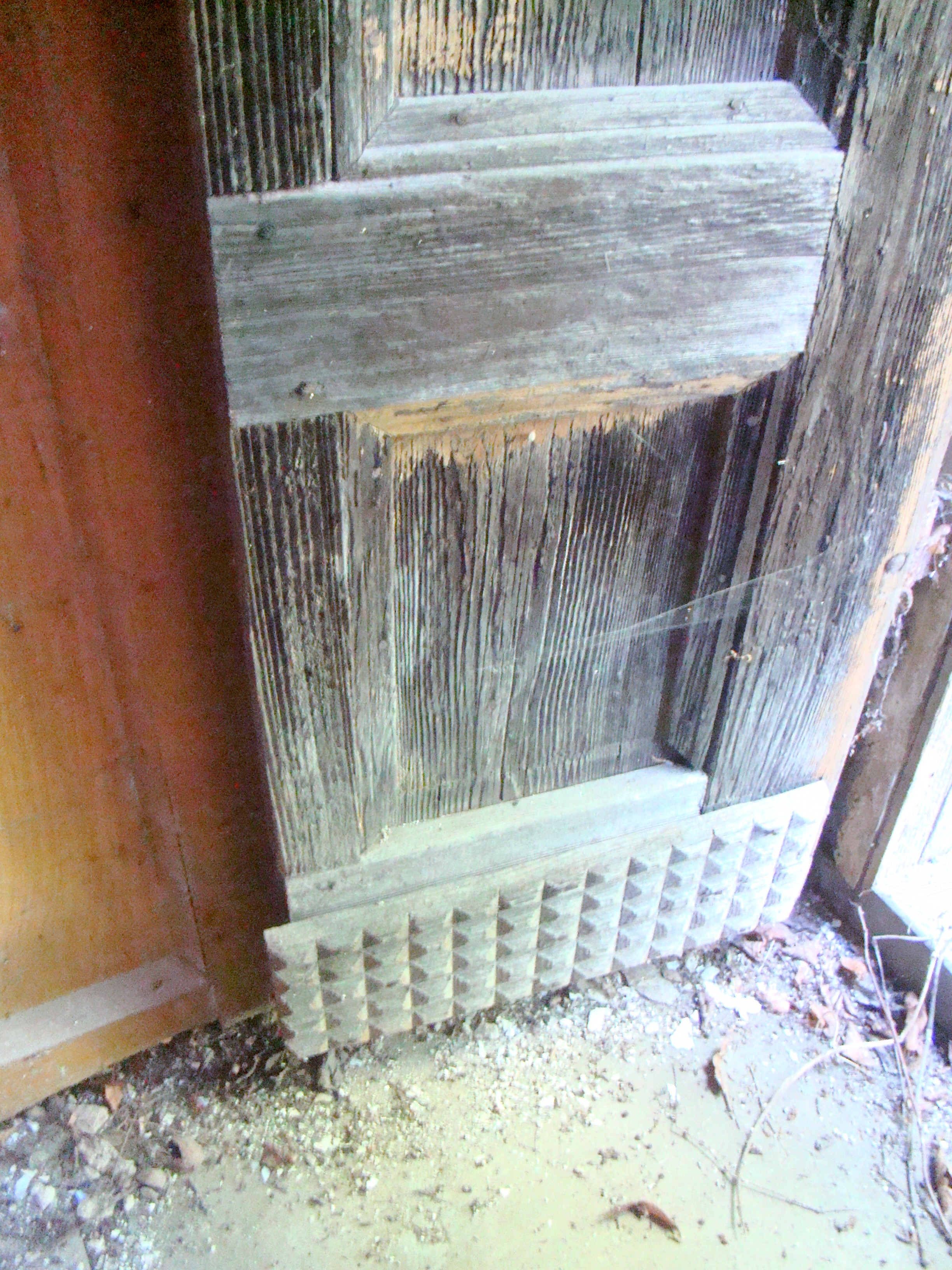

## Vezi și
- Măgheruș, Mureș